# Steven Spielberg
Steven Allan Spielberg (/ˈspiːlbɜːrɡ/; sinh ngày 18 tháng 12 năm 1946) là một nam nhà làm phim người Mỹ gốc Do Thái. Ông bắt đầu sự nghiệp của mình trong kỷ nguyên New Hollywood và được đánh giá là một trong những nhà làm phim vĩ đại nhất trong lịch sử điện ảnh. Xuyên suốt sự nghiệp của mình, Spielberg đã nhận được nhiều giải thưởng khác nhau, bao gồm hai giải Oscar cho đạo diễn xuất sắc nhất, một giải danh dự của Trung tâm Kennedy và một giải thưởng Cecil B. DeMille. Phong cách đạo diễn và công nghệ làm phim của Spielberg được nhiều nhà phê bình đánh giá cao, thông qua việc sử dụng các cảnh quay phản chiếu, khuếch đại hiệu ứng thị giác, và sử dụng các cảnh quay cận cho các tình huống biểu lộ sự ngạc nhiên, thường được gọi bằng cái tên "Spielberg Face".
Spielberg sinh ra ở Cincinnati, Ohio và lớn lên ở Phoenix, Arizona, sau đó ông chuyển đến California và theo học chuyên ngành điện ảnh. Sau khi có được sự chú ý từ Hollywood với một số tác phẩm chiếu rạp nhỏ lẻ, Spielberg bắt đầu nổi lên sau khi dự án Hàm cá mập (1975) mà ông đóng vai trò đạo diễn được ra mắt, và giành được thành công lớn về mặt chuyên môn cũng như thương mại, đồng thời còn mở ra định nghĩa mới về phim bom tấn mùa hè. Các tác phẩm sau đó của ông chủ yếu đi theo thể loại khoa học viễn tưởng như Kiểu tiếp xúc thứ 3 (1977), loạt phim Indiana Jones, E.T. Sinh vật ngoài hành tinh (1982), và loạt phim Công viên kỷ Jura vốn được coi như nguyên mẫu của lối làm phim Hollywood theo trường phái thoát ly.
Spielberg sau đó chuyển sang đào sâu về chủ nghĩa nhân văn trong các tác phẩm điện ảnh tiếp theo của sự nghiệp, được thể hiện rõ nhất qua The Color Purple (1985), Đế chế mặt trời (1987), Bản danh sách của Schindler (1993), Amistad (1997) và Giải cứu binh nhì Ryan (1998). Ông tiếp tục theo sát chủ đề này trong các dự án đầu thế kỷ 21, nổi bật là các bộ phim được đánh giá cao về mặt chuyên môn như Munich (2005), Lincoln (2012), Người đàm phán (2015) và Bí mật Lầu Năm Góc (2017). Nối tiếp thành công, ông cho ra mắt các tác phẩm khác bao gồm Ready Player One: Đấu trường ảo (2018), Câu chuyện phía Tây (2021) và The Fabelmans: Tuổi trẻ huy hoàng (2022).
Ngoài công tác đạo diễn điện ảnh, Steven Spielberg còn là đồng sáng lập của hai hãng phim Amblin Entertainment và DreamWorks, tại đây ông cũng đảm nhận cương vị sản xuất cho nhiều phim truyền hình và phim dài tập. Ngoài ra, Spielberg cũng được biết đến vì sự hợp tác lâu dài với nhà soạn nhạc John Williams, người làm việc với ông trong tất cả tác phẩm điện ảnh ngoại trừ năm bộ phim truyện của mình. Một vài bộ phim do ông đạo diễn nằm trong số những tác phẩm điện ảnh ăn khách nhất lịch sử, đồng thời ông cũng là đạo diễn có doanh thu phim cao nhất mọi thời đại. Được biết, tài sản của Spielberg có giá trị lên đến hơn 3 tỉ USD.

## Tiểu sử
Steven Spielberg sinh ngày 18 tháng 12 năm 1946 tại thành phố Cincinnati thuộc tiểu bang Ohio, trong một gia đình Do Thái. Mẹ ông, Leahanni (nhũ danh Posner, sau này là Adler; 12 tháng 1 năm 1920 - 21 tháng 2 năm 2017), là một nghệ sĩ đàn dương cầm, còn bố ông, Arnold Spielberg (sinh năm 1917 - 26 tháng 8 năm 2020), là một kỹ sư chuyên ngành kỹ thuật điện. Ông bà nội của Spielberg đều là người Ukraine gốc Do Thái, đã định cư ở Cincinnati vào những năm 1900; bà của Spielberg đến từ Sudylkiv, trong khi người ông của vị đạo diễn thì xuất thân từ Kamianets-Podilskyi. Năm 1950, gia đình Spielberg chuyển đến thị trấn Haddon, New Jersey, khi bố ông làm việc tại công ty RCA. Ba năm sau, họ lại tiếp tục chuyển đến thành phố Phoenix thuộc bang Arizona. Sau đó Spielberg theo học trường dạy tiếng Do Thái từ năm 1953 đến 1957, trong các lớp học do Rabbi Albert L. Lewis giảng dạy.
Khi còn là một đứa trẻ, Spielberg phải đối mặt với khó khăn trong việc trở thành một người Do Thái chính thống vì nhận thức của những người bạn mà ông chơi cùng. "Đó không phải là điều tôi muốn thừa nhận," vị đạo diễn giải bày, "Nhưng khi tôi lên 7, 8, 9 tuổi, lạy Chúa tha thứ cho tôi, tôi bắt đầu thấy xấu hổ vì chúng tôi là người Do Thái. Tôi đã bối rối trước những nhận thức thiển cận của mọi người về các phong tục Do Thái của cha mẹ tôi. Tôi không bao giờ hối hận khi là người Do Thái, nhưng đôi lúc tôi cũng cảm thấy khó chịu." Spielberg cũng nói rằng ông phải chịu đựng những hành vi định kiến và bị bắt nạt: "Ở trường trung học, tôi bị đánh và đá. Hai lỗ mũi tôi lúc nào cũng toàn là máu. Điều đó thật kinh khủng." Năm 12 tuổi, ông thực hiện bộ phim đầu tiên tại nhà bằng mô hình đồ chơi Lionel, với nội dung chính là một vụ tai nạn tàu hỏa. Trong suốt thời niên thiếu, và sau khi vào cấp ba, Spielberg tiếp tục làm những bộ phim nghiệp dư 8 mm đề tài "mạo hiểm" với bạn bè.
Vào năm 1958, ông trở thành một hướng đạo sinh và nhận được giải thưởng Distinguished Eagle Scout Award, nhờ thực hiện một bộ phim dài 8 phút có tựa đề Cuộc đấu súng cuối cùng. Nhiều năm sau, Spielberg nhớ lại: "Máy ảnh tĩnh của bố tôi bị hỏng, thế nên tôi đã hỏi người hướng đạo xem tôi có thể kể chuyện bằng máy quay phim của bố tôi được hay không. Ông ấy nói có, và tôi nảy ra ý tưởng cho một bộ phim. Tôi đã làm nó và nhận được bằng khen của mình. Đó là cách mà mọi thứ bắt đầu." Năm 13 tuổi, khi sống ở Phoenix, Spielberg đã giành giải thưởng đầu tiên nhờ một bộ phim 40 phút đề tài "chiến tranh" mà ông đặt tên là Escape to Nowhere, với dàn diễn viên gồm những bạn học của ông. Điều đó đã thúc đẩy ông làm thêm 15 bộ phim nghiệp dư 8 mm khác.
Một số tác phẩm mà nhà làm phim nói rằng có ảnh hưởng lớn với ông là King of the Monsters (1956), mà ông gọi là "bậc thầy của tất cả các bộ phim về khủng long bởi vì nó khiến bạn tin rằng nó đã thực sự xảy ra", cũng như Captains Courageous (1937), Pinocchio (1940), và đặc biệt là Lawrence xứ Ả Rập (1962), tác mà vị đạo diễn nói rằng "đã đưa tôi vào cuộc hành trình của mình". Năm 1963, ở tuổi 16, Steven Spielberg đã viết và đạo diễn tác phẩm độc lập đầu tiên của mình, một bộ phim phiêu lưu khoa học viễn tưởng dài 140 phút có tên Firelight, đã tạo cảm hứng cho tác phẩm sau này của Spielberg là Close Encounters of the Third Kind. Firelight với ngân sách 500 USD đã được chiếu ở một rạp địa phương và thu về 501 USD. Một nhà báo ở thành phố Phoenix khi đó đã viết rằng cậu học sinh Spielberg sau này có thể làm được những tác phẩm lớn.
Sau khi theo học tại trường trung học Arcadia ở Phoenix trong ba năm, gia đình ông tiếp tục chuyển đến Saratoga, California, và đã tốt nghiệp trường trung học tại thị trấn này vào năm 1965. Sau khi bố mẹ ly dị, Steven Spielberg chuyển đến tiểu bang California ở với bố, trong khi ba em gái và bà mẹ vẫn ở lại Arizona. Mục tiêu lâu dài của ông là trở thành một đạo diễn phim. Tại đây, Spielberg đăng ký vào trường điện ảnh truyền hình của Đại học Nam California nhưng lại không được nhận, vì chỉ tốt nghiệp cấp ba với điểm trung bình loại C. Cuối cùng, Spielberg vào học tại Đại học California tại Long Beach để tránh phải đi lính trong Chiến tranh Việt Nam.
Cũng tại đây, Spielberg bắt đầu tham gia vào ngành công nghiệp điện ảnh với công việc thực tập không lương ở bộ phận biên tập của hãng phim Universal. Năm 1968, ông làm bộ phim ngắn đầu tiên để chiếu rạp, đó là tác phẩm dài 26 phút với tựa đề Amblin', do ông chắp bút kiêm đạo diễn. Sidney Sheinberg, người sau đó trở thành phó chủ tịch của Universal đã rất ấn tượng với bộ phim và đề nghị Spielberg ký hợp đồng bảy năm. Ngay lập tức Spielberg trở thành đạo diễn trẻ nhất trong lịch sử được ký hợp đồng dài hạn với một trong những hãng phim lớn ở Hollywood. Ông đã bỏ học và bắt đầu sự nghiệp đạo diễn chuyên nghiệp ở Universal. Spielberg sau đó quay lại Đại học bang California, Long Beach và hoàn thành bằng cử nhân về Nghệ thuật Điện ảnh và Điện tử năm 2002.

## Sự nghiệp

### Thập niên 1970
Công việc đầu tiên của Spielberg ở hãng truyền hình của Universal là thực hiện một phần cho kịch bản phim truyền hình Night Gallery trong tập phim Eyes, được biên kịch bởi Rod Serling và có sự tham gia của Joan Crawford. Crawford, lúc đó đã "không nói nên lời, rồi sau đó sửng sốt" khi nghĩ về một người chỉ mới hai mươi mốt tuổi sẽ chỉ đạo bà, một trong những ngôi sao hàng đầu của Hollywood. "Tại sao điều này lại xảy ra với tôi?" Crawford hỏi nhà sản xuất. Tuy nhiên sau khi thực hiện các cảnh quay, thái độ của nữ diễn viên dần thay đổi:
Khi tôi bắt đầu làm việc với Steven, tôi đã hiểu ra tất cả mọi thứ. Ý nghĩ đó ngay lập tức ập đến với tôi, và có lẽ những người khác cũng thế, rằng đây là một thiên tài trẻ. Tôi nghĩ rằng có nhiều kinh nghiệm là điều cần thiết, nhưng sau đó tôi lại nhớ đến những vị đạo diễn từng trải, những người không có cảm hứng trực giác của Steven và những người cứ lặp đi lặp lại những phân đoạn nhàm chán. Điều đó được gọi là "kinh nghiệm." Sau đó tôi biết rằng Steven Spielberg có một tương lai sáng lạng ở phía trước. Hollywood không phải lúc nào cũng nhận ra nhân tài, nhưng Steven sẽ không bị xem nhẹ. Tôi đã nói với anh ấy như vậy trong một bức thư tôi mà gửi cho anh ấy. Tôi cũng viết thư cho Rod Serling. Tôi rất biết ơn anh vì đã chấp thuận cho Steven làm đạo diễn. Tôi nói với Rod rằng anh ấy đã hoàn toàn đúng.

Crawford và Spielberg trở thành bạn thân với nhau cho đến khi bà qua đời. Sau này, Spielberg được làm một tập phim truyền hình thực sự, đó là tập L.A. 2017 trong loạt phim Name of the Game. Tập phim khoa học viễn tưởng này đã gây ấn tượng với 
Universal và họ ký hợp đồng ngắn hạn với Spielberg. Ông đã chỉ đạo một phân cảnh khác trong Night Gallery và đạo diễn một số bộ phim truyền hình như Owen Marshall: Counselor at law và The Psychiatrist, trước khi phát hành tập đầu tiên của Columbo.
Ngoài ra, nhà làm phim còn thực hiện ba bộ phim chiếu trên truyền hình, Duel, Something Evil và Savage. Bộ phim dài chiếu rạp đầu tiên của ông là The Sugarland Express, có nội dung là một đôi vợ chồng bị cảnh sát săn đuổi vì họ cố giành lại quyền nuôi dưỡng con của mình. Dựa trên một câu chuyện có thật, bộ phim đánh dấu sự hợp tác đầu tiên với nhà soạn nhạc John Williams; vị đạo diễn đã rất ấn tượng với các bản nhạc phim trước của ông. Những cảnh săn đuổi trong tác phẩm được giới phê bình đánh giá cao, và tờ The Hollywood Reporter nhận xét là "Một đạo diễn mới nổi, một tài năng đang lên".:223 Tuy nhiên, tác phẩm lại không thành công về mặt thương mại và chỉ được phát hành hạn chế; Spielberg đã đổ lỗi cho hoạt động tiếp thị thiếu nhất quán của Universal vì doanh thu thấp.
Bước ngoặt cho sự nghiệp của Spielberg đến khi hai nhà sản xuất Richard Zanuck và David Brown đề nghị ông làm đạo diễn cho Hàm cá mập, một bộ phim kinh dị dựa trên cuốn tiểu thuyết cùng tên của Peter Benchley kể về một con cá mập khổng lồ ăn thịt người. Mặc dù thành công vang dội nhưng tác phẩm gần như bị ngưng sản xuất do đình trệ và ngân sách vượt quá giới hạn. Nhưng Spielberg vẫn kiên trì và hoàn thành bộ phim. Hàm cá mập sau đó giành được 3 giải Oscar (cho biên tập, thu âm và tiếng động), và đã thu về hơn 470 triệu USD trên toàn thế giới. Phim cũng lập kỷ lục nội địa về doanh thu phòng vé, thậm chí còn tạo nên một cơn sốt trong công chúng được báo chí đặt tên là "Jawsmania". Hàm cá mập đã biến Spielberg thành một cái tên quen thuộc và là một trong những triệu phú trẻ nhất nước Mỹ, cho phép ông thực hiện rất nhiều dự án sau này.:250 Ngoài ra, tác phẩm cũng được đề cử Giải Oscar cho Phim hay nhất và đây được xem là lần hợp tác đầu tiên của Spielberg với nam diễn viên Richard Dreyfuss.

Hàm cá mập, bộ phim thành công đầu tay của Steven Spielberg

Sau khi từ chối chỉ đạo Hàm cá mập 2, King Kong và Superman, Spielberg và diễn viên Richard Dreyfuss tái hợp trong một bộ phim mới sản xuất năm 1977, nói về những vật thể bay không xác định có tên Kiểu tiếp xúc thứ 3. Trong quá trình quay phim, Spielberg đã sử dụng cuộn phim 65 mm để mang lại chất lượng hình ảnh tốt nhất, cùng với hệ thống ghi âm live-action mới để các bản ghi âm có thể được nhân bản sau này. Là một trong số ít phim Spielberg vừa viết kịch bản vừa đạo diễn, Close Encounters đã trở thành một sản phẩm ăn khách và đem lại cho ông đề cử đầu tiên ở giải Oscar cho Đạo diễn xuất sắc nhất. Rốt cuộc, tác phẩm đã mang về hai giải Oscar cho quay phim và hiệu ứng âm thanh.. Spielberg đã xem lại dự án Close Encounters của mình và, với sự hỗ trợ tài chính từ Columbia Pictures, ông phát hành Close Encounters: The Special Edition vào năm 1980. Trong phiên bản này, Spielberg đã sửa một số lỗi ở bản gốc năm 1977 và bổ sung thêm một số cảnh quay (chủ yếu là tình mẫu tử ở cuối phim). Tuy nhiên, bản làm lại chỉ là một thành công vừa phải, trong khi việc phát hành đĩa DVD năm 2001 mới khôi phục lại kết thúc ban đầu.
Thành công của Steven Spielberg với các bộ phim thương mại lại làm giới phê bình coi thường những tác phẩm tiếp theo của ông. Bộ phim tiếp theo của Spielberg là 1941, một tác phẩm tốn kém về đề tài Chiến tranh thế giới thứ 2 nhưng lại bị cả giới phê bình lẫn người xem chê bai (mặc dù phim đã thu về 92,4 triệu USD trên toàn thế giới và đã kiếm được một khoản lợi nhuận nhỏ cho các hãng phim đồng sản xuất Columbia và Universal). Một nhà phê bình viết rằng 1941 không chỉ đơn thuần là một sự sỉ nhục ngớ ngẩn đối với bất kỳ chủng tộc, giới tính hoặc thế hệ cụ thể nào — mà nó khơi mào cuộc chiến chống lại toàn nhân loại."

### Thập niên 1980
Ngay sau đó, Spielberg đã hợp tác cùng tác giả của loạt phim Chiến tranh giữa các vì sao là George Lucas để làm Indiana Jones và chiếc rương thánh tích, phần đầu tiên của bộ ba Indiana Jones do diễn viên Harrison Ford thủ vai tiến sĩ khảo cổ Indiana Jones. Tác phẩm được coi là một sự tri ân đối với những sê-ri cliffhanger của Thời hoàng kim ở Hollywood. Indiana Jones và chiếc rương thánh tích được quay ở Bắc Phi và quá trình ghi hình diễn ra rất khó khăn nhưng Spielberg nói rằng kinh nghiệm đó đã giúp ông có được sự nhạy bén trong. Tác phẩm đã trở thành bộ phim ăn khách nhất năm 1981 và gặt hái được một vài đề cử giải Oscar, trong đó có Đạo diễn xuất sắc thứ hai cho Spielberg, cùng Phim hay nhất (bộ phim thứ hai của ông được đề cử giải này). Cho đến ngày nay, tác phẩm này vẫn được coi như một bước ngoặt của thể loại phim hành động. Với vai diễn Indiana Jones, Ford cũng đã nhận được những lời mời cho nhiều dự án khác nhau (một trong số đó là bộ phim nổi tiếng Blade Runner của Ridley Scott).
Một năm sau, Spielberg trở lại với đề tài khoa học viễn tưởng quen thuộc với tác phẩm E.T. Sinh vật ngoài hành tinh, khắc họa tình bạn giữa một cậu bé và một người ngoài hành tinh đang cố gắng quay trở về nhà trong vũ trụ. E.T. được công chiếu lần đầu tại Liên hoan phim Cannes năm 1982 và làm khán giả phản ứng một cách mê ly; nhà sản xuất Kathleen Kennedy nhớ lại, "Bạn không thể nghe thấy đoạn cuối của bộ phim bởi vì mọi người đang dậm chân tại chỗ và la hét [...] Đó là một trong những trải nghiệm tuyệt vời nhất." E.T. đã trở thành bộ phim ăn khách nhất mọi thời đại (kỷ lục này chỉ bị phá vỡ bởi Công viên kỷ Jura, một tác phẩm khác của Spielberg). Ngoài ra phim còn được đề cử rất nhiều giải Oscar, trong đó có Phim hay nhất và Đạo diễn xuất sắc nhất (đề cử thứ ba của Spielberg), rồi giành được bốn giải trong số đó. Trong khoảng thời gian từ năm 1982 - 1985, Spielberg đã sản xuất nhiều tác phẩm ăn khách khác là Poltergeist (đồng biên kịch), Twilight Zone (chỉ đạo phân đoạn "Kick The Can") cũng như The Goonies (chỉ đạo sản xuất, ngoài ra ông cũng đã viết một câu chuyện dựa trên kịch bản bộ phim). Hơn nữa, vị đạo diễn cũng xuất hiện với tư cách khách mời trên một video âm nhạc của Cyndi Lauper cho bài hát chủ đề của bộ phim, "The Goonies 'R' Good Enough".

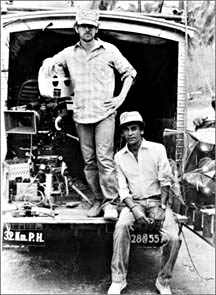
Steven Spielberg và Chandran Rutnam tại một địa điểm ở Sri Lanka trong quá trình quay phim Indiana Jones và Ngôi đền tàn khốc..

Spielberg và George Lucas sau đó cùng hợp tác để làm phần Indiana Jones tiếp theo với tựa đề Indiana Jones và Ngôi đền tàn khốc. Do phần phim này và Yêu tinh (đều được sản xuất bởi Spielberg) có yếu tố bạo lực cao trong khi nhắm vào đối tượng nhỏ tuổi, nên đã dẫn đến việc tạo ra hệ thống phân loại PG-13. Tuy nhiên, Ngôi đền tàn khốc lại được MPAA phân loại PG, mặc dù đây là phần phim đen tối và bạo lực nhất trong toàn bộ loạt phim. Ngoài ra, tác phẩm cũng là một thành công thương mại, tuy nhiên lại không được đánh giá cao như phần đầu. Chính trong dự án này, Spielberg cũng đã gặp người vợ tương lai của mình, nữ diễn viên Kate Capshaw.
Năm 1985, Spielberg cho ra mắt bộ phim Màu tím, chuyển thể từ quyển tiểu thuyết đoạt giải Pulitzer cùng tên của Alice Walker, xoay quanh một thế hệ phụ nữ gốc Phi và những vấn đề mà họ phải đối mặt trong thập niên 1900. Tác phẩm có sự tham gia của hai nữ diễn viên da màu sau này rất nổi tiếng là Whoopi Goldberg và Oprah Winfrey. Màu tím tương đối thành công về mặt doanh thu và được giới chuyên môn đánh giá cao, khi nhận xét Spielberg đã thành công với dòng phim chính kịch. Nhà phê bình phim Roger Ebert tuyên bố đây là bộ phim hay nhất năm rồi đưa vào "Thư viện phim ảnh" của mình. Phim cũng gặt hái 11 đề cử Oscar, trong đó có 2 đề cử cho Goldberg và Winfrey. Tuy nhiên, Spielberg lại không được đề cử giải Đạo diễn xuất sắc nhất.
Năm 1987, ngay khi Trung Quốc mở cửa với thế giới bên ngoài, Spielberg đã quay bộ phim Mỹ đầu tiên ở Thượng Hải kể từ thập niên 1930, Đế chế mặt trời, chuyển thể từ cuốn tiểu thuyết tự truyện Empire of the Sun của J. G. Ballard, với sự tham gia diễn xuất của John Malkovich và Christian Bale. Tuy không thành công khi công chiếu ngoài rạp, bộ phim lại được giới phê bình khen ngợi và được đề cử một số giải Oscar. Nhà phê bình Andrew Sarris gọi đây là tác phẩm điện ảnh hay nhất của năm và sau đó đưa nó vào danh sách một trong những bộ phim xuất sắc nhất thập kỷ. Spielberg cũng là nhà đồng sản xuất bộ phim năm 1987 Batteries Not Included.
Năm 1989, Spielberg bắt tay vào làm phần 3 của loạt phim "Indiana Jones" với tựa đề Indiana Jones và Cuộc thập tự chinh cuối cùng. Một lần nữa ông hợp tác với Lucas và Ford, đồng thời cũng cho nam diễn viên Sean Connery vào một vai phụ trong phim, đó là bố của Indi. Bộ phim được đánh giá cao và trở thành phim có doanh thu cao nhất toàn cầu năm đó; tổng doanh thu phòng vé của nó thậm chí còn vượt qua cả Người Dơi rất được mong đợi của Tim Burton (mặc dù doanh thu nội địa lại không cao bằng). Đây được xem là phần kết tốt cho sê-ri Indiana Jones nổi tiếng.
Cũng trong năm 1989, ông tái hợp với nam diễn viên Richard Dreyfuss trong bộ phim hài kịch lãng mạn Always, nói về một phi công tìm cách dập tắt đám cháy rừng. Đây là bản làm lại hiện đại của một trong những bộ phim yêu thích thời thơ ấu của Spielberg, A Guy Named Joe năm 1943. Cốt chuyện của tác phẩm là do vị đạo diễn sáng tác, và ông nói rằng "Khi còn nhỏ, tôi đã rất thất vọng, và có lẽ tôi đã nhìn thấy cha mẹ của mình [trong A Guy Named Joe]. Tôi cũng có rất ít bạn gái, và điều đó đã gắn bó với tôi." Spielberg đã thảo luận về bộ phim với Dreyfuss vào năm 1975, và có tới tận 12 bản nháp được viết trước khi bắt đầu ghi hình tác phẩm. Mặc dù vậy, Always chỉ thành công vừa phải và vấp phải những ý kiến trái chiều. Janet Maslin của The New York Times bình luận, "Luôn tràn ngập những khoảnh khắc lớn lao và tình cảm, tác phẩm thiếu đi sự thân mật để làm nên bất kỳ điều gì cảm động."

### Thập niên 1990

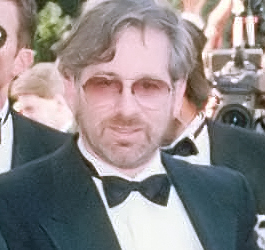
Spielberg trong tháng 3 năm 1990

Vào năm 1991, Spielberg đạo diễn Hook, theo chân nhân vật Peter Pan ở độ tuổi trung niên do Robin Williams thủ vai. Mặc dù kịch bản bị thay đổi nhiều lần cùng với những ý kiến trái chiều từ giới chuyên môn, bộ phim lại được khán giả yêu thích và thu về được hơn 300 triệu đô la trên toàn thế giới (so với kinh phí 70 triệu USD).
Năm 1993, đạo diễn Steven Spielberg đã cho ra đời hai bộ phim được đánh giá rất cao trong lịch sử điện ảnh. Tác phẩm đầu tiên thuộc thể loại khoa học giả tưởng và phiêu lưu quen thuộc của Spielberg, dựa theo cuốn tiểu thuyết của Michael Crichton có tên Công viên kỷ Jura, kể về những con khủng long ăn thịt người. Với những hiệu ứng hình ảnh mang tính cách mạng được làm bởi hãng Industrial Light and Magic của người bạn George Lucas, Công viên kỷ Jura đã trở thành bộ phim ăn khách nhất trong lịch sử điện ảnh Mỹ với doanh thu toàn cầu là 914,7 triệu USD. Đây là lần thứ ba một trong những tác phẩm của Spielberg trở thành phim có doanh thu cao nhất từ trước tới nay.
Bộ phim thứ hai của Spielberg trong năm này là Bản danh sách của Schindler, dựa trên câu chuyện có thật của nhà công nghiệp Oskar Schindler, người đã mạo hiểm tính mạng của mình để cứu sống 1.100 người Do Thái khỏi nạn diệt chủng Holocaust. Bản danh sách của Schindler đã mang lại cho Spielberg giải Oscar cho Đạo diễn xuất sắc nhất đầu tiên và cũng ẵm luôn giải Oscar cho Phim hay nhất. Sau thành công của bộ phim, Spielberg đã sử dụng nguồn vốn doanh thu phim để thành lập Shoah Foundation, một tổ chức phi lợi nhuận thu thập lời kể của những người sống sót sau thảm họa Holocaust. Một số nhà phê bình cho rằng bộ phim này là tác phẩm chân thực nhất về nạn diệt chủng người Do Thái và vào năm 1999, Viện phim Mỹ đã xếp bộ phim vào danh sách 10 tác phẩm vĩ đại nhất của điện ảnh Hoa Kỳ.

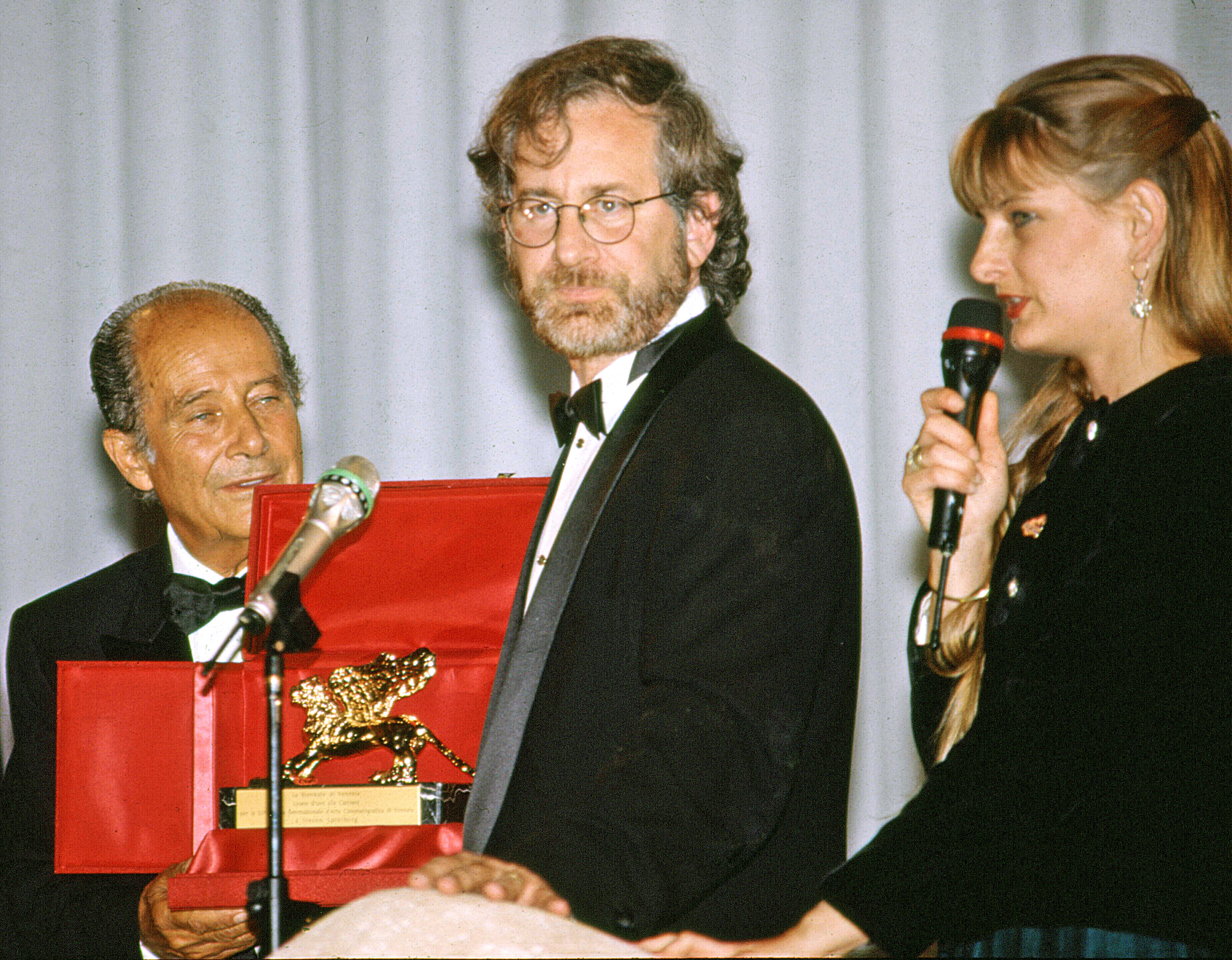
Spielberg nhận Giải Sư tử vàng bởi nhà làm phim người Ý Gillo Pontecorvo ở Liên hoan phim quốc tế Venezia lần thứ 50, 1993

Năm 1994, Steven Spielberg tạm dừng công việc đạo diễn để dành nhiều thời gian hơn cho gia đình và thành lập một xưởng phim mới, DreamWorks, cùng với đối tác Jeffrey Katzenberg và David Geffen. Năm 1996, ông chỉ đạo phần tiếp theo của Công viên kỷ Jura với tựa đề Thế giới bị mất: Công viên kỷ Jura, thu về hơn 618 triệu USD trên toàn thế giới mặc dù bị đánh giá trái chiều, và là bộ phim có doanh thu cao thứ hai năm 1997, chỉ sau Titanic của James Cameron (đã vượt qua Công viên kỷ Jura để trở thành tác phẩm ăn khách nhất mọi thời đại).
Bộ phim tiếp theo của ông, Amistad, dựa trên một câu chuyện có thật (tương tự như Bản danh sách của Schindler), nói về một cuộc nổi loạn của nô lệ châu Phi. Mặc dù được giới phê bình khen ngợi, tuy nhiên phim lại không thành công về mặt thương mại. Amistad được phát hành bởi DreamWorks Pictures, hãng phim đã sản xuất tất cả các tác phẩm của ông kể từ Amistad trở đi, ngoại trừ Indiana Jones và Vương quốc sọ pha lê, Những cuộc phiêu lưu của Tintin và Ready Player One: Đấu trường ảo.
Năm 1998, Spielberg cho ra đời tác phẩm về Chiến tranh thế giới thứ 2 có tên Giải cứu binh nhì Ryan, với sự tham gia diễn xuất của nam diễn viên Tom Hanks. Bộ phim kể về một nhóm lính Mỹ do Đại úy Miller (Tom Hanks) chỉ huy thực hiện sứ mạng giải cứu một lính nhảy dù có ba người anh bị giết trong vòng 24 giờ. Giải cứu binh nhì Ryan là một thành công lớn về thương mại khi thu về hơn 480 triệu USD trên toàn thế giới và là bộ phim có doanh thu cao nhất năm tại phòng vé Bắc Mỹ (trên toàn thế giới, phim đứng ở hạng hai sau Armageddon của Michael Bay). Đồng thời, ông cũng đã giành được giải Oscar Đạo diễn xuất sắc nhất thứ hai cho tác phẩm này. Những hình ảnh chân thực mô tả sự ác liệt của chiến tranh trong Giải cứu binh nhì Ryan đã ảnh hưởng tới nhiều phim lấy đề tài chiến tranh sau đó như Diều hâu gãy cánh hay Kẻ thù trước cổng. Đây cũng là tác phẩm lớn đầu tiên của Spielberg thực hiện cho hãng phim DreamWorks của ông. Sau đó, Spielberg và Tom Hanks đã sản xuất một bộ phim truyền hình ngắn tập dựa trên cuốn sách Band of Brothers của Stephen Ambrose. Loạt phim 10 tập theo chân những cựu binh của đại đội Easy thuộc Sư đoàn Lính dù 101. Band of Brothers đã gặt hái được một vài giải Quả cầu vàng cùng Emmy.

### Thập niên 2000
Vào năm 2001, Steven đã thực hiện dự án cuối cùng của Stanley Kubrick, người bạn đã mất vào năm 1999, AI – Trí tuệ nhân tạo, bộ phim mà Kubrick không thể thực hiện cho đến lúc cuối đời. Lấy bối cảnh ở tương lai và kể về một android hình người có khả năng yêu thương, A.I. nổi bật với hiệu ứng hình ảnh đột phá và cốt truyện sâu sắc. Các nhà phê bình nghĩ rằng Spielberg chỉ đạo tác phẩm bằng "tình cảm", và Roger Ebert nhận định, "Đây là một trong những bộ phim đầy tham vọng nhất trong những năm gần đây [...] nhưng tác ph đã tính toán sai khi yêu cầu chúng ta dồn hết cảm xúc của mình vào một nhân vật, một cỗ máy." Mặc dù không thành công lắm ở Mỹ, nhưng tác phẩm đã có màn ra mắt thuận lợi hơn ở nước ngoài với tổng doanh thu phòng vé trên toàn thế giới là 236 triệu USD.
Spielberg và nam diễn viên Tom Cruise hợp tác lần đầu trong Minority Report, dựa trên truyện ngắn của Philip K. Dick nói về một thanh tra ở Washington DC vào năm 2054, được dự đoán sẽ giết một người mà anh không hề quen biết. Bộ phim nhận được những lời khen ngợi trên trang web Rotten Tomatoes khi có tỉ lệ đồng thuận 92%, với 206 trong số 225 đánh giá mà họ cho là tích cực. Minority Report đã thu về hơn 358 triệu USD trên toàn thế giới. Nhà phê bình Roger Ebert đã gọi đây là tác phẩm hay nhất năm 2002, ca ngợi tầm nhìn ngoạn mục của phim về thế giới tương lai cũng như cách mà Spielberg pha trộn giữa CGI với live-action.
Bộ phim Hãy bắt tôi nếu có thể năm 2002 của Spielberg dựa trên câu chuyện có thật của siêu lừa đảo trẻ nhất nước Mỹ - Frank Abagnale (do Leonardo DiCaprio thủ vai). Tác phẩm đã mang về cho Christopher Walken một đề cử giải Oscar cho Nam diễn viên phụ xuất sắc nhất. Phim được biết đến với phần nhạc nền của John Williams cũng như chuỗi tiêu đề độc đáo. Đây được xem là một bom tấn cả về mặt phòng vé lẫn chuyên môn.
Steven Spielberg lại bắt tay với Tom Hanks, Catherine Zeta-Jones và Stanley Tucci trong The Terminal năm 2004, một tác phẩm hài tình cảm nói về một người đàn ông gốc Đông Âu buộc phải sống 9 tháng trong phòng chờ sân bay. Tuy bị đánh giá trái chiều nhưng bộ phim lại tương đối thành công về doanh thu. Năm 2005, tạp chí Empire đã xếp Spielberg đứng thứ nhất trong danh sách những đạo diễn vĩ đại nhất mọi thời đại.
Vào năm 2005, vị đạo diễn làm lại bộ phim Đại chiến thế giới (đồng sản xuất giữa Paramount và DreamWorks) dựa theo tiểu thuyết Chiến tranh giữa các thế giới của H. G. Wells. Phim có sự tham gia của ngôi sao điện ảnh Tom Cruise cùng với Dakota Fanning, và, giống như các bộ phim của ông trước đây, phần hiệu ứng được thực hiện bởi Industrial Light & Magic (ILM). Khác với E.T và Kiểu tiếp xúc thứ 3 nói về người ngoài hành tinh thân thiện, Đại chiến thế giới lại có cốt truyện tập trung vào những kẻ xâm lược. Vị đạo diễn cũng sử dụng kịch bảng phân cảnh để giúp các diễn viên phản ứng với hình ảnh máy tính mà họ không thể nhìn thấy, đồng thời sử dụng ánh sáng tự nhiên và kỹ thuật quay phim để tránh tạo ra một bức tranh khoa học viễn tưởng "quá cách điệu". Đại chiến thế giới là một thành công phòng vé khi thu về 234 triệu USD (chỉ tính riêng ở thị trường Hoa Kỳ) và hơn 600 triệu USD trên toàn thế giới.

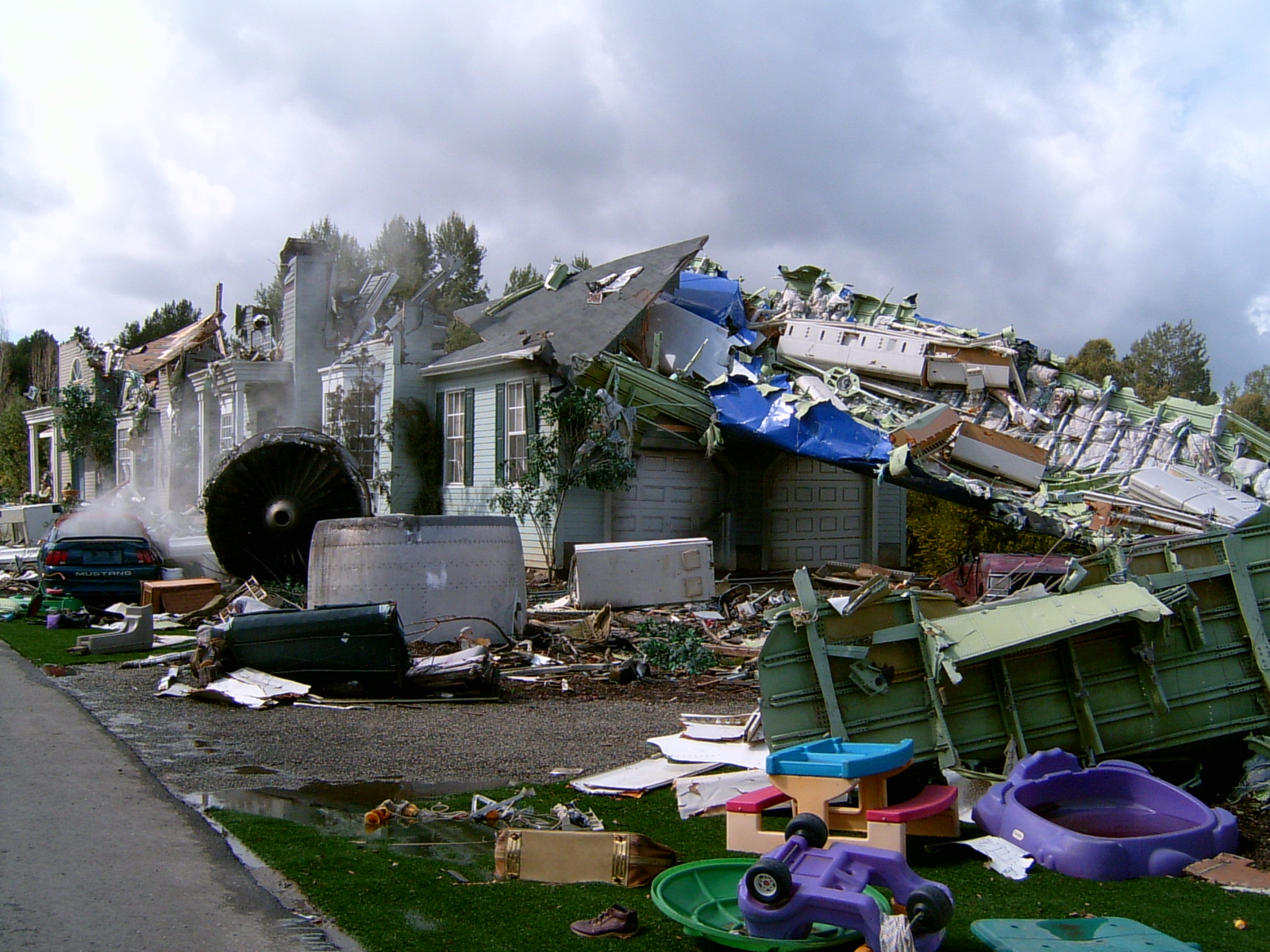
Hậu trường vụ tai nạn máy bay trong Đại chiến thế giới

Bộ phim Munich của Spielberg, kể về các sự kiện sau vụ thảm sát ở Munich năm 1972 tại Thế vận hội Olympic, là tác phẩm thứ hai của ông lấy đề tài người Do Thái (đầu tiên là Bản danh sách của Schindler). Phim dựa trên Vengeance, một cuốn sách của nhà báo người Canada George Jonas. Trước đây, quyển sách này đã được chuyển thể thành một tác phẩm chiếu trên TV năm 1986, Sword of Gideon. Spielberg, người luôn nhớ về vụ việc, đã tìm kiếm lời khuyên từ cựu Tổng thống Bill Clinton (cùng với những người khác) trước khi thực hiện bộ phim vì ông không muốn làm dấy thêm vấn đề ở Trung Đông. Mặc dù Munich nhận được hầu hết các đánh giá tích cực, nhưng một số nhà phê bình lại coi tác phẩm là bài Do Thái; ngoài ra đây cũng là một trong những bộ phim gây tranh cãi nhất của Spielberg tính đến thời điểm hiện tại. Munich đã nhận được năm đề cử giải Oscar, bao gồm Phim hay nhất, Biên tập phim xuất sắc nhất, Nhạc phim hay nhất (John Williams), Kịch bản chuyển thể xuất sắc nhất và Đạo diễn xuất sắc nhất cho Spielberg. Nhờ tác phẩm này, ông đã nhận được đề cử Đạo diễn xuất sắc thứ sáu và Phim hay nhất thứ năm trong sự nghiệp.
Steven Spielberg chỉ đạo Indiana Jones và Vương quốc sọ pha lê, đóng máy vào tháng 10 năm 2007 và được phát hành chính thức vào ngày 22 tháng 5 năm 2008. Đây là bộ phim đầu tiên của ông không được DreamWorks phát hành kể từ năm 1997. Phim đã nhận được những đánh giá hỗn tạp từ giới phê bình, nhưng nói chung là tích cực, và thành công lớn về mặt tài chính khi mang về 786 triệu USD trên toàn thế giới. Đây cũng là phần phim có doanh thu cao nhất trong nhượng quyền thương mại.

### Thập niên 2010
Đầu năm 2009, Spielberg quay bộ phim hoạt hình đầu tiên dựa trên Những cuộc phiêu lưu của Tintin, được viết bởi họa sĩ người Bỉ Hergé, cùng với Peter Jackson. Những cuộc phiêu lưu của Tintin: Bí mật tàu Kỳ Lân bị lùi lịch phát hành cho đến tận tháng 10 năm 2011, do sự phức tạp của công nghệ hoạt hình máy tính. Buổi ra mắt phim trên thế giới diễn ra vào ngày 22 tháng 10 năm 2011 tại Brussels, Bỉ. Tác phẩm được phát hành tại các cụm rạp Bắc Mỹ vào ngày 21 tháng 12 năm 2011, dưới định dạng Digital 3D và IMAX. Nó đã nhận được những đánh giá tích cực từ các nhà phê bình, và thu về hơn 373 triệu USD trên toàn thế giới. Những cuộc phiêu lưu của Tintin đã giành giải Phim hoạt hình hay nhất tại Giải Quả cầu vàng năm đó. Đây là bộ phim đầu tiên không phải của Pixar giành được hạng mục này kể từ khi nó được giới thiệu. Jackson đã được xác nhận sẽ chỉ đạo phần phim tiếp theo.
Steven Spielberg cho ra mắt tác phẩm Chiến mã, được quay ở Anh vào mùa hè năm 2010. Nó được phát hành chỉ bốn ngày sau khi Những cuộc phiêu lưu của Tintin được công chiếu, vào ngày 25 tháng 12 năm 2011. Bộ phim, dựa trên cuốn tiểu thuyết cùng tên được sáng tác bởi Michael Morpurgo và xuất bản năm 1982, kể về tình bạn lâu dài giữa một cậu bé người Anh và chú ngựa Joey trước và trong Thế chiến I. Tiểu thuyết cũng được chuyển thể thành một vở kịch ăn khách ở Luân Đôn, cũng như trên sân khấu Broadway. Chiến mã là tác phẩm đầu tiên trong số bốn bộ phim Spielberg liên tiếp được phát hành bởi Disney. Phim nhận được những lời tán dương từ giới phê bình, và được đề cử sáu giải Oscar, trong đó có Phim hay nhất.
Spielberg tiếp theo thực hiện tác phẩm chính kịch lịch sử Lincoln, với sự tham gia của Daniel Day-Lewis thủ vai Tổng thống Hoa Kỳ Abraham Lincoln và Sally Field trong vai phu nhân Mary Todd Lincoln. Dựa trên Team of Rivals: The Political Genius of Abraham Lincoln của Doris Kearns Goodwin, bộ phim kể về bốn tháng cuối đời của Lincoln. Phim do Tony Kushner chắp bút và được quay tại Richmond, Virginia vào cuối năm 2011, và phát hành tại Hoa Kỳ vào tháng 11 năm 2012. Khi ra mắt, Lincoln nhận được nhiều lời khen ngợi từ các nhà phê bình, và gặt hái được 12 đề cử giải Oscar (nhiều nhất trong số các phim năm đó), bao gồm Phim hay nhất và Đạo diễn xuất sắc nhất. Nó đã chiến thắng hạng mục Thiết kế sản xuất xuất sắc nhất và Nam diễn viên xuất sắc nhất cho Day-Lewis với vai diễn Lincoln.
Spielberg dự định chỉ đạo bộ phim về cuộc đời của xạ thủ bắn tỉa Mỹ Chris Kyle, có tựa đề Lính bắn tỉa Mỹ, theo một thông tin được công bố ngày 2 tháng 5 năm 2013. Tuy nhiên, vào ngày 5 tháng 8 năm 2013, Spielberg đã quyết định không chỉ đạo tác phẩm mà thay vào đó là đạo diễn Clint Eastwood.

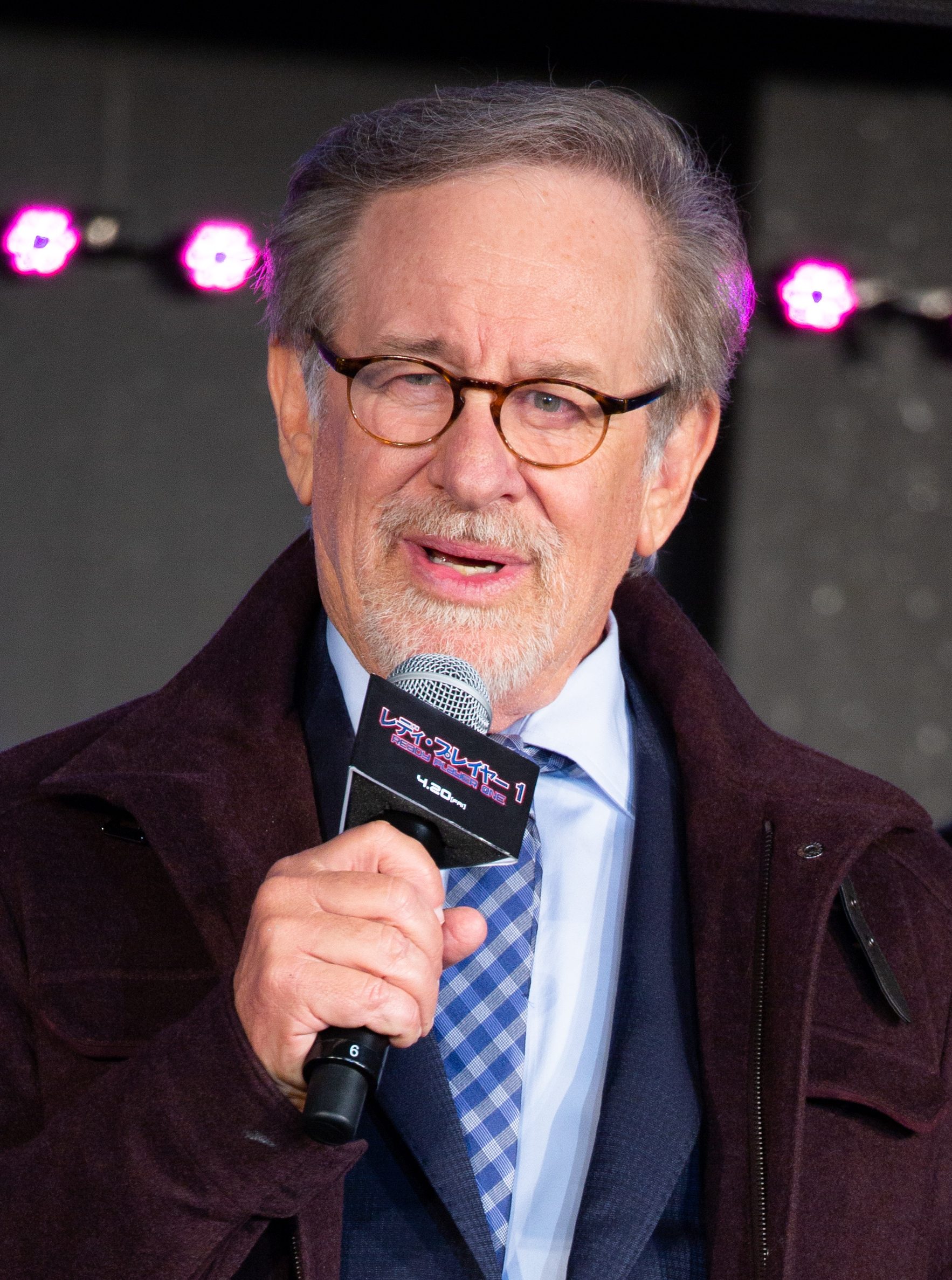
Spielberg quảng bá bộ phim Ready Player One: Đấu trường ảo (2018) tại Nhật Bản.

Spielberg sau đó đạo diễn Người đàm phán, một bộ phim chính kịch Chiến tranh Lạnh dựa trên sự cố U-2 năm 1960, và tập trung vào các cuộc đàm phán của James B. Donovan với Liên Xô để thả phi công Gary Powers sau khi máy bay của anh ta bị bắn rơi trên lãnh thổ Liên Xô. Tác phẩm có sự góp mặt của Tom Hanks trong vai Donovan, cũng như Mark Rylance, Amy Ryan và Alan Alda, với phần kịch bản do anh em nhà Coen chắp bút. Bộ phim được ghi hình từ tháng 9 đến tháng 12 năm 2014 tại các địa điểm ở thành phố New York, Berlin và Wroclaw, Ba Lan, và được phát hành vào ngày 16 tháng 10 năm 2015. Người đàm phán nhận được sự tán dương từ các nhà phê bình, và tranh sáu giải Oscar năm đó, bao gồm Phim hay nhất; Rylance đã giành giải Oscar cho nam diễn viên phụ xuất sắc nhất, trở thành diễn viên thứ hai giành chiến thắng trong một tác phẩm của Spielberg.
Spielberg đã lên kế hoạch quay một bộ phim chuyển thể có kinh phí 200 triệu USD từ tiểu thuyết Robopocalypse của Daniel H. Wilson, được chuyển thể điện ảnh bởi Drew Goddard. Giống như Lincoln, tác phẩm sẽ được phát hành bởi Disney ở Hoa Kỳ và Fox Film Corporation ở các thị trường bên ngoài. Tuy nhiên, Spielberg lại hoãn sản xuất vô thời hạn vào tháng 1 năm 2013. Vào tháng 3 năm 2018, có thông báo rằng bộ phim sẽ do Michael Bay làm đạo diễn.
Chuyện chưa kể ở xứ sở khổng lồ của Spielberg là tác phẩm chuyển thể từ câu chuyện thiếu nhi nổi tiếng của Roald Dahl, với sự tham gia của "tân binh" Ruby Barnhill cùng với Rylance trong vai Người khổng lồ thân thiện. DreamWorks đã mua bản quyền nguyên tác vào năm 2010, và ban đầu John Madden dự định sẽ chỉ đạo bộ phim. Chuyện chưa kể ở xứ sở khổng lồ là tác phẩm cuối cùng được viết bởi nhà biên kịch E.T Melissa Mathison trước khi bà qua đời vào năm 2015. Phim được Walt Disney Pictures hợp tác sản xuất và phát hành, đánh dấu tác phẩm đầu tiên mang thương hiệu Disney do Spielberg làm đạo diễn. Phim ra mắt không cạnh tranh tại Liên hoan phim Cannes vào ngày 14 tháng 5 năm 2016 và được phát hành rộng rãi ở Mỹ vào ngày 1 tháng 7 năm 2016.
Tom Hanks và Meryl Streep đã có dịp đóng cặp với nhau trong The Post, bộ phim tiếp theo của Steven Spielberg. Tác phẩm kể lại sự kiện tờ The Washington Post xuất bản tập tài liệu Pentagon Papers, qua đó giúp phanh phui những bí mật của chính phủ Mỹ trong thời kỳ Chiến tranh Việt Nam hồi đầu thập niên 1970. Quá trình sản xuất bắt đầu tại thành phố New York vào ngày 30 tháng 5 năm 2017. Spielberg tuyên bố sức hút của ông đối với dự án: "Khi tôi đọc bản thảo đầu tiên của kịch bản, đây không phải là thứ có thể đợi trong ba hoặc hai năm — đây là câu chuyện mà tôi cảm thấy chúng ta cần phải kể ngay hôm nay." Phim được công chiếu giới hạn vào ngày 22 tháng 12 năm 2017 trước khi phát hành rộng rãi vào ngày 12 tháng 1 năm 2018. Tác phẩm đã gặt hái được sự đón nhận rộng rãi từ nhiều phía; nhà phê bình thuộc Associated Press cho rằng "Spielberg đã truyền sự căng thẳng, cuộc sống và sự hùng vĩ của những điều bình thường vào các cảnh phim — những điều ông ấy truyền đạt rất giỏi."
Đạo diễn thực hiện bộ phim chuyển thể từ tiểu thuyết khoa học viễn tưởng cùng tên Ready Player One: Đấu trường ảo của Ernest Cline. Tác phẩm có sự góp mặt của Tye Sheridan, Olivia Cooke, Ben Mendelsohn, Simon Pegg và Mark Rylance, với nội dung diễn ra vào năm 2045, khi phần lớn nhân loại sử dụng công nghệ thực tế ảo để thoát khỏi thế giới thực. Tác phẩm bắt đầu sản xuất tại Luân Đôn vào tháng 7 năm 2016, một năm trước The Post. Phim được thu hình, chỉnh sửa và phát hành trong thời gian dài về hiệu ứng. Ready Player One ban đầu dự kiến sẽ phát hành vào ngày 15 tháng 12 năm 2017 bởi Warner Bros., nhưng đã bị đẩy lùi đến ngày 29 tháng 3 năm 2018 để tránh cạnh tranh với Star Wars: Jedi cuối cùng. Phim đã được chiếu tại liên hoan phim South by Southwest, vào ngày 11 tháng 3 năm 2018. Một số nhà phê bình tỏ ra thích thú với những cảnh hành động, nhưng cho rằng bộ phim quá dài và lạm dụng những tình tiết hoài niệm quá nhiều.

### Thập niên 2020
Spielberg còn cho ra mắt bộ phim Câu chuyện phía Tây, được chuyển thể từ tác phẩm cùng tên năm 1961. Biên kịch Tony Kushner tuyên bố vào tháng 7 năm 2017 rằng ông đã thay đổi một số chi tiết cho Spielberg, ngoại trừ phần nhạc kịch, cũng như bối cảnh cuối những năm 1950. Bộ phim được Fox phát hành vào ngày 10 tháng 12 năm 2021.
Gần đây nhất, Spielberg đã cho ra mắt bộ phim The Fabelmans: Tuổi trẻ huy hoàng, bộ phim bán tiểu sử được lấy cảm hứng từ chính cuộc đời của ông, và được Universal Pictures phát hành vào ngày 24 tháng 11 năm 2022.

### Dự án sắp tới
Steven Spielberg đã lên kế hoạch quay tác phẩm chuyển thể từ dự án Vụ bắt cóc Edgardo Mortara của David Kertzer vào đầu năm 2017, và dự định sẽ phát hành vào cuối năm đó, nhưng việc sản xuất đã bị hoãn lại. Cuốn sách kể về câu chuyện có thật của một cậu bé người Do Thái năm 1858 ở Ý, đã bị người hầu trong gia đình bí mật rửa tội và sau đó bị bắt cóc khỏi gia đình bởi các Giáo hoàng, nơi cậu được nuôi dưỡng và đào tạo như một linh mục, gây phẫn nộ cho dư luận quốc tế và trở thành một thông tin chấn động. Mark Rylance, trong lần hợp tác thứ tư với Spielberg, đã tuyên bố sẽ đóng vai chính Giáo hoàng Pius IX. Oscar Isaac được chọn vào vai cha của Mortara, nhưng sau đó lại từ chối. Spielberg đã gặp khó khăn trong việc tìm kiếm diễn viên đóng vai cậu bé Do Thái, mặc dù đã có hơn 2000 đứa trẻ thử vai.
Spielberg sẽ chỉ đạo một tác phẩm chuyển thể từ cuốn hồi ký của phóng viên ảnh người Mỹ Lynsey Addario, có tựa đề là It's What I Do. Nữ diễn viên Jennifer Lawrence đã được hãng Warner Bros. thuyết phục thành công để tham gia dự án này.
Spielberg sẽ điều hành sản xuất Cortes, một miniseries lịch sử do Steven Zaillian chắp bút, kể về cuộc chinh phục đế chế Aztec của người Tây Ban Nha, cũng như mối quan hệ của Hernán Cortés với người cai trị Aztec Montezuma. Kịch bản của phim dựa trên một kịch bản có từ từ năm 1965 của Dalton Trumbo, người từng đoạt giải Oscar. Javier Bardem dự kiến sẽ đóng vai chính Hernán Cortés. Spielberg trước đây đã từng gắn bó với việc chỉ đạo dự án dưới dạng một bộ phim điện ảnh.
Vào tháng 4 năm 2018, Spielberg xác nhận đạo diễn bộ phim chuyển thể từ loạt truyện tranh Blackhawk. Warner Bros Pictures sẽ phát hành bộ phim, với phần kịch bản do David Koepp chắp bút. Trong một cuộc phỏng vấn vào năm 1981 để quảng bá cho Chiếc rương thánh tích, Spielberg đã ví tác phẩm với loạt truyện Blackhawk.

### Dự án đang chờ
Vào năm 2009, Spielberg được cho là đã cố gắng giành lấy bản quyền chuyển thể sê-ri Halo của Microsoft thành phim. Vào tháng 9 năm 2008, Steven Spielberg đã mua bản quyền tiểu thuyết Chocky của John Wyndham và dự định sẽ thực hiện nó. Ông cũng quan tâm đến việc chuyển thể A Steady Rain, Pirate Latitudes, 39 Clues, và bản làm lại của When Worlds Collide.
Vào tháng 5 năm 2009, Steven Spielberg đã mua bản quyền về câu chuyện cuộc đời của Martin Luther King. Spielberg sẽ tham gia bộ phim không chỉ với tư cách nhà sản xuất mà còn đảm nhiệm vai trò đạo diễn. Tuy nhiên, bản quyền câu chuyện được thực hiện từ di sản của King, do con trai Dexter dẫn đầu, trong khi hai người con còn sống khác là Reverend Bernice và Martin III ngay lập tức đe dọa sẽ kiện và không chấp thuận dự án của họ.

### Phong cách làm phim
Spielberg thường sử dụng kịch bản phân cảnh để hình dung ra các cảnh quay, nhưng cũng có những trường hợp ngoại lệ như E.T. và The Color Purple. Spielberg thích thu hình với tốc độ nhanh, phạm vi bao quát lớn (từ thiết lập quay một lần đến nhiều lần), vì vậy ông sẽ có nhiều lựa chọn trong phòng chỉnh sửa. Từ khi bắt đầu sự nghiệp, phong cách quay của Spielberg bao gồm các góc máy cực cao và cực thấp, cộng với những cú máy dài và cầm tay. Vị đạo diễn cũng ủng hộ việc sử dụng ống kính góc rộng để tạo chiều sâu, và vào thời điểm ông thực hiện Bản báo cáo thiểu số, Spielberg tự tin hơn với các chuyển động máy quay phức tạp.
Trong một cuộc phỏng vấn với The Tech vào năm 2015, Spielberg đã mô tả cách mà ông chọn dự án để thực hiện:
[Đôi khi], tôi lại bị cuốn hút bởi một câu chuyện nào đó, trong khi các đồng nghiệp và đối tác của tôi thì lại không nghĩ vậy. Họ chỉ nhìn tôi, gãi đầu rồi nói, 'Ồ, anh có chắc với quyết định đó chứ?' Tôi thích cái cách mà mọi người thách thức tôi theo kiểu đó, vì nó là một bài kiểm tra thực sự về niềm tin của chính tôi và [liệu] tôi có thể trở thành người đàn ông đứng vững trong cuộc đời mình, đứng về một chủ đề có thể không phổ biến hay không; dù thế nào đi nữa, điều đó vẫn sẽ khiến tôi ngày càng tự hào về công việc của mình. Ngoài ra, có khá nhiều câu hỏi đã khiến tôi phải trả lời rằng, 'Vâng, tôi sẽ chỉ đạo nó.'

### Cộng tác viên
Janusz Kamiński là người phụ trách khâu ghi hình trong 19 bộ phim của Spielberg.   Khi Spielberg bắt đầu chuyển mình từ dòng phim hành động sang chính kịch, ông và Kamiński đã áp dụng nhiều kỹ thuật quay phim cầm tay hơn, bằng chứng là trong Bản danh sách của Schindler và Amistad. Michael Khan đã biên tập tất cả các phim của Spielberg (ngoại trừ một tác phẩm) kể từ những năm 1970. Đạo diễn cũng đã làm việc liên tục với nhà thiết kế sản xuất Rick Carter và nhà biên kịch David Koepp. Nhà sản xuất Kathleen Kennedy là một trong những nhân vật hợp tác lâu dài nhất với vị đạo diễn. Ngoài ra, Spielberg cũng thể hiện sự kính trọng với các diễn viên của mình bằng cách tuyển họ nhiều lần: Harrison Ford, Mark Rylance, Richard Dreyfuss và Tom Hanks.
The Sugarland Express là bộ phim khởi động một loạt những dự án hợp tác sau này giữa Steven Spielberg và nhà soạn nhạc John Williams. Williams đã soạn nhạc cho gần như toàn bộ các tác phẩm của Spielberg, ngoại trừ năm bộ phim (gồm Twilight Zone: The Movie, Màu tím, Người đàm phán, Ready Player One: Đấu trường ảo và Câu chuyện phía tây). Rốt cuộc, Williams đã mang về ba trong số năm giải Oscar trong sự nghiệp của mình nhờ sáng tác nhạc cho những bộ phim của Spielberg (Hàm cá mập, E.T. the Extra-Terrestrial cùng Bản danh sách của Schindler). Trong lúc thực hiện Bản danh sách của Schindler, vị đạo diễn đã tiếp cận Williams về công việc soạn nhạc. Sau khi nhìn thấy một bản cắt thô, chưa chỉnh sửa của tác phẩm, Williams đã rất ấn tượng và đáp rằng việc sáng tác sẽ rất khó khăn. Ông nói với Spielberg, "Có lẽ anh sẽ cần một nhà soạn nhạc giỏi hơn tôi để thực hiện bộ phim này." Spielberg trả lời, "Tôi biết chứ. Nhưng tất cả bọn họ đều đã xuống lỗ hết rồi!". Năm 2016, Spielberg trao tặng Giải Thành tựu Cuộc đời AFI lần thứ 44 cho Williams - lần đầu tiên giải thưởng này được trao cho một nhà soạn nhạc.

## Chủ đề
Những bộ phim của Steven Spielberg thường đề cập đến một số chủ đề nhất định. Hầu hết chúng đều tập trung vào những con người bình thường tìm kiếm hoặc tiếp xúc với các sinh vật phi thường, hay có những trải nghiệm phi thường. Trong một cuộc phỏng vấn với Viện phim Mỹ vào tháng 8 năm 2000, nhà làm phim đã mô tả về mối quan tâm của ông đối với sự sống ngoài Trái Đất và cho biết nó đã ảnh hưởng đến một số tác phẩm của ông như thế nào. Spielberg nhận định rằng mình giống như một người ngoài hành tinh trong thời thơ ấu, và sự quan tâm của bố dành cho ông, một người hâm mộ khoa học viễn tưởng và luôn nghĩ rằng người ngoài hành tinh sẽ không đến Trái Đất để xâm lược, mà thay vào đó là sự tò mò và chia sẻ tri thức.
Một đề tài có tác động mạnh mẽ đến Spielberg là những cảm xúc diệu kỳ và niềm tin như một đứa trẻ, rằng "Lương năng của con người sẽ chiếm ưu thế", được chứng thực bằng các tác phẩm như Close Encounters of the Third Kind, E.T. Sinh vật ngoài hành tinh, Hook, A.I. Artificial Intelligence và Chuyện chưa kể ở xứ sở khổng lồ. Theo Warren Buckland, những chủ đề này được miêu tả thông qua việc sử dụng các cảnh quay camera có độ phân giải khác nhau, đã trở thành một trong những thương hiệu của Spielberg. Ngoài những bộ phim tập trung vào trẻ em (ET. Sinh vật ngoài hành tinh, Đế chế mặt trời, Công viên kỷ Jura, v.v.), thì chúng cũng xuất hiện trong Munich, Giải cứu binh nhì Ryan, The Terminal, Minority Report, và Amistad. Mỗi tác phẩm của nhà làm phim đều có những cảnh quay khuếch đại thị giác, và cảnh biển nước trong Hàm cá mập được thu hình từ góc nhìn thấp của một người nào đó đang bơi. Một đề tài hướng đến trẻ em khác trong các bộ phim của Spielberg là việc mất đi sự hồn nhiên và sắp đến độ tuổi trưởng thành. Trong Đế chế mặt trời, Jim, một cậu bé người Anh hư hỏng do được nuông chiều, đã mất đi sự hồn nhiên của mình sau khi trải qua Thế chiến II ở Trung Quốc. Tương tự, trong Hãy bắt tôi nếu có thể, Frank ngây thơ và dại dột tin rằng anh có thể giành lại được gia đình của mình bằng cách tích lũy đủ tiền để hỗ trợ họ.
Chủ đề dai dẳng nhất trong suốt các tác phẩm của vị đạo diễn là sự căng thẳng trong mối quan hệ giữa bố mẹ và con cái. Bố mẹ (thường là người bố) là những người nghiện rượu chè, luôn vắng mặt hoặc không hay biết gì. Peter Banning trong Hook là một người bố bất đắc dĩ, nhưng xuyên suốt bộ phim đã lấy lại được sự tôn trọng từ con cái mình. Sự vắng mặt của bố Elliott trong E.T là ví dụ nổi tiếng nhất của chủ đề này. Trong Indiana Jones và Cuộc thập tự chinh cuối cùng, phim tiết lộ rằng Indy luôn có mối quan hệ rất căng thẳng với bố mình, một giáo sư văn học thời trung cổ, vì ông ta luôn quan tâm đến việc nghiên cứu, đặc biệt là về Chén Thánh, hơn là con trai mình, mặc dù bố anh dường như không nhận ra hoặc hiểu được tác động tiêu cực của những điều đó (ông ta thậm chí còn tin rằng ông là một người cha tốt vì đã dạy cho con trai mình biết cách "tự lập", điều mà Indy không nhận ra). Ngay cả Oskar Schindler trong Bản danh sách của Schindler cũng không muốn có con. Trong Màu tím, nhân vật chính Celie thậm chí còn bị người cha làm tình nhiều lần. Munich miêu tả Avner là một người đàn ông xa cách vợ và đứa con gái mới sinh. Tuy nhiên, vẫn có những trường hợp ngoại lệ; như Brody trong Hàm cá mập là một người đàn ông tận tụy của gia đình, trong khi John Anderton trong Minority Report là một người cha đau khổ vì sự mất tích của con trai mình. Chủ đề này được cho là khía cạnh tự truyện nhất trong các bộ phim của Spielberg, vì việc ly hôn của cha mẹ đã tác động đến ông. Hơn nữa, với chủ đề này, các nhân vật chính trong các tác phẩm của ông thường xuất thân từ những gia đình không được nguyên vẹn, bao gồm cả E.T. Người ngoài hành tinh (mẹ của nhân vật chính Elliot đã ly hôn) và Hãy bắt tôi nếu có thể (bố và mẹ của Frank Abagnale đã chia tay sớm).
Hầu hết các bộ phim của ông nói chung là lạc quan về bản chất. Mặc dù một số nhà phê bình cáo buộc các phim của ông hơi tình cảm quá mức, nhưng Spielberg cảm thấy nó vẫn ổn miễn là mọi người không nhận ra. Ông vẫn là một nhà làm phim được đánh giá cao cũng như được xem là một trong những đạo diễn có ảnh hưởng nhất mọi thời đại.

## Đời tư
Spielberg gặp Amy Irving lần đầu vào năm 1976, theo gợi ý của đạo diễn Brian De Palma khi biết ông đang tìm một nữ diễn viên để đóng trong Kiểu tiếp xúc thứ 3. Sau khi gặp cô ấy, Spielberg nói với đồng sản xuất Julia Phillips, "Tối qua, tôi đã gặp một cô gái có trái tim thực sự tan vỡ".:293 Mặc dù vẫn còn quá trẻ cho vai diễn, nhưng Irving và Spielberg bắt đầu hẹn hò và cuối cùng cô ấy đã chuyển đến một nơi mà cô gọi là ngôi nhà "độc thân vui tính" của Steven.:294 Họ sống với nhau trong bốn năm, nhưng những căng thẳng trong sự nghiệp đã ảnh hưởng đến mối quan hệ của hai người. Irving muốn chắc chắn rằng bất cứ thành công nào cô đạt được với tư cách là diễn viên sẽ là của riêng mình: "Tôi không muốn được biết đến việc tôi là bạn gái của Steven," cô nói, và đã không tham gia bất kỳ bộ phim nào của ông trong những năm đó.:295 Kết quả là họ đã chia tay vào năm 1979, nhưng vẫn là những người bạn thân thiết. Sau đó vào năm 1984, họ đã tái hôn vào tháng 11 năm 1985 và có một đứa con, Max Samuel. Tuy nhiên, hơn ba năm sau, nhiều căng thẳng trong sự nghiệp đã khiến hai người ly hôn một lần nữa. Họ đồng ý ở gần nhau để tạo điều kiện cho việc nuôi dưỡng và chăm sóc con trai.:403 Vụ ly hôn của Steven Spielberg và Amy Irving được xem là một trong những vụ ly hôn tốn kém nhất trong lịch sử của những người nổi tiếng.
Spielberg sau đó đã có quan hệ tình cảm với nữ diễn viên Kate Capshaw, người mà ông gặp trong buổi thử vai của bộ phim Indiana Jones và Ngôi đền tàn khốc. Hai người kết hôn vào ngày 12 tháng 10 năm 1991. Capshaw sau đó đã cải đạo sang Do Thái giáo. Spielberg nói rằng ông đã tìm lại "vinh dự được làm người Do Thái" khi họ kết hôn. Ông cũng cho biết, "Kate theo đạo Tin lành và cô ấy khăng khăng đòi chuyển sang đạo Do Thái. Cô ấy đã dành một năm để nghiên cứu, thực hiện "mikveh". Cô ấy đã chọn thực hiện một cuộc cải đạo hoàn toàn trước khi chúng tôi kết hôn vào năm 1991, và cô ấy lấy tôi ngay sau khi trở thành người Do Thái. Tôi nghĩ rằng, hơn bất cứ điều gì khác, nó đã đưa tôi trở lại đạo Do Thái." Họ sống trong bốn ngôi nhà khác nhau ở Pacific Palisades, California; Nông trại Quelle, Georgica Pond ở East Hampton, New York; Thành phố New York và Naples, Florida.
Hiện Steven Spielberg đã có bảy người con, bao gồm:
- Jessica Capshaw (sinh ngày 9 tháng 8 năm 1976) - con gái của Kate Capshaw và Robert Capshaw.
- Max Samuel Spielberg (sinh ngày 13 tháng 6 năm 1985) - con trai của Spielberg và nữ diễn viên Amy Irving.
- Theo Spielberg (sinh ngày 21 tháng 8 năm 1988) - con trai, được Capshaw nhận nuôi trước khi kết hôn với Spielberg.[168]
- Sasha Rebecca Spielberg (sinh ngày 14 tháng 5 năm 1990, Los Angeles)
- Sawyer Avery Spielberg (sinh ngày 10 tháng 3 năm 1992, Los Angeles)[169]
- Mikaela George (sinh ngày 28 tháng 2 năm 1996) - được nhận nuôi bởi Kate Capshaw.
- Destry Allyn Spielberg (sinh ngày 1 tháng 12 năm 1996(

### Tài sản
Theo Tạp chí Forbes, tài sản của Spielberg nằm ở mức 3,7 tỷ USD. Nó được tiết lộ vào năm 2009 trong cuộc điều tra Madoff Ponzi, cho biết Spielberg và Capshaw nằm trong số các nhà đầu tư bị Bernie Madoff lừa gạt.

### Sự công nhận
Năm 2002, Steven Spielberg là một trong tám người mang Cờ Olympic vào Sân vận động Rice-Eccles tại Lễ khai mạc Thế vận hội Mùa đông 2002 ở Thành phố Salt Lake. Năm 2006, Premiere công nhận ông là nhân vật quyền lực và có ảnh hưởng nhất trong ngành công nghiệp điện ảnh. Tạp chí Time xếp vị đạo diễn vào danh sách một trong 100 người quan trọng nhất của thế kỷ. Vào cuối thế kỷ 20, ông vinh dự được tạp chí Life xem là người có ảnh hưởng nhất trong thế hệ của mình. Vào năm 2009, trường Đại học Boston đã trao tặng ông bằng Tiến sĩ danh dự.
Theo danh sách những người có ảnh hưởng nhất năm 2014 của Forbes, Spielberg được đánh giá là người nổi tiếng có ảnh hưởng nhất ở Mỹ. Bản danh sách này được thực hiện bởi E-Poll Market Research ghi nhận 6.600 người thuộc nhiều lĩnh vực khác nhau "được xem là có ảnh hưởng đến công chúng, đồng nghiệp của họ hoặc cả hai." Spielberg có điểm số 47, nghĩa là 47% người Mỹ tin rằng đạo diễn này có ảnh hưởng.

### Chính trị
Spielberg thường hỗ trợ các ứng cử viên của Đảng Dân chủ Hoa Kỳ. Ông đã quyên góp hơn 800.000 USD cho đảng Dân chủ và những người ứng cử. Nhà là phim từng là bạn thân của cựu Tổng thống Bill Clinton và cùng ông ấy tham gia lễ kỷ niệm Thiên niên kỷ của Hoa Kỳ. Spielberg đã chỉ đạo một bộ phim dài 18 phút có tựa đề The American Journey, với phần nhạc nền được thực hiện bởi John Williams. Phim được chiếu tại Gala Thiên niên kỷ của Mỹ vào ngày 31 tháng 12 năm 1999, tại National Mall, hồ phản chiếu thuộc Nhà tưởng niệm Lincoln ở Washington, D.C.

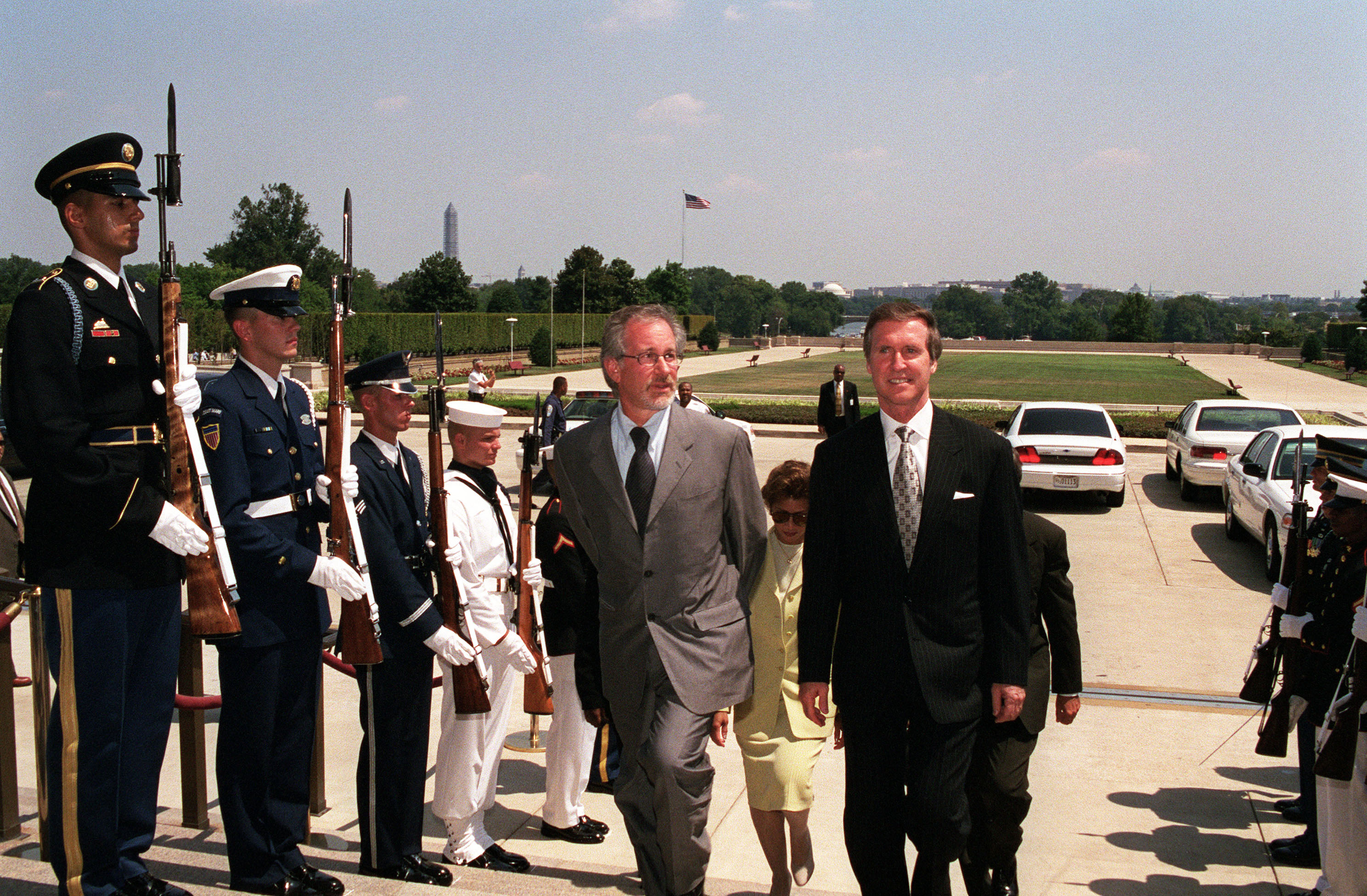
Bộ trưởng Quốc phòng William S. Cohen hộ tống Spielberg vào Lầu năm góc với tư cách người đứng đầu quân đội.

Spielberg từ bỏ tư cách là thành viên ban cố vấn quốc gia của Hội Nam Hướng đạo Mỹ vào năm 2001 vì ông không tán thành lập trường chống đồng tính luyến ái của tổ chức. Năm 2007, Liên đoàn Ả Rập đã bỏ phiếu tẩy chay các bộ phim của Spielberg sau khi đạo diễn quyên góp 1 triệu USD cho các hoạt động cứu trợ ở Israel trong Chiến tranh Liban 2006. Vào ngày 20 tháng 2 năm 2007, Spielberg, Jeffrey Katzenberg và David Geffen đã mời đảng Dân chủ đến gây quỹ cho Barack Obama. Vào tháng 2 năm 2008, Spielberg đã rút khỏi vai trò cố vấn cho Thế vận hội Mùa hè 2008 để đáp lại sự bất lực của chính phủ Trung Quốc đối với Chiến tranh Darfur. Spielberg tuyên bố rằng "Tôi thấy rằng lương tâm của mình sẽ không cho phép tôi tiếp tục công việc như bình thường." Ông cũng nói rằng "Chính phủ Sudan chịu trách nhiệm cho những tội ác này, nhưng cộng đồng quốc tế, đặc biệt là Trung Quốc, cần phải có trách nhiệm nhiều hơn nữa.". Ủy ban Olympic Quốc tế tôn trọng quyết định của Spielberg, nhưng chủ tịch Ủy ban Jacques Rogge thừa nhận trong một cuộc phỏng vấn rằng "[Spielberg] chắc chắn sẽ mang lại nhiều điều sáng tạo cho Lễ khai mạc.". Tuyên bố của Spielberg đã nhận sự chỉ trích từ các quan chức Trung Quốc và truyền thông nhà nước gọi lời chỉ trích của ông là "không công bằng". Vào tháng 9 năm 2008, Spielberg và vợ đã đề nghị hỗ trợ cho hôn nhân đồng giới bằng cách quyên góp 100.000 USD cho quỹ chiến dịch "No on Proposition 8", tương đương với số tiền mà Brad Pitt quyên góp cho cùng chiến dịch vào một tuần trước.
Năm 2018, đạo diễn và Kate Capshaw đã quyên góp 500.000 USD cho cuộc biểu tình của sinh viên March for Our Lives để ủng hộ việc kiểm soát súng đạn ở Hoa Kỳ.

### Sở thích
Là một nhà sưu tập kỷ vật điện ảnh, Spielberg đã mua một tấm ván trượt làm bằng gỗ balsa từ bộ phim Công dân Kane (1941) vào năm 1982. Ông đã đặt mua bản sao kịch bản bộ phim phát trên radio The War of the Worlds (1938) của Orson Welles vào năm 1994. Ngoài ra, vị đạo diễn cũng mua lại những tượng vàng Oscar đang được bán đấu giá trên thị trường và tặng lại cho Viện Hàn lâm Khoa học và Nghệ thuật Điện ảnh, nhằm ngăn chặn việc mua bán chúng trái phép. Những bức tượng mà ông đã mua bao gồm giải Oscar mà Bette Davi nhận được cho vai diễn trong Dangerous (1935) và Jezebel (1938), và giải Oscar của Clark Gable trong It Happened One Night (1934).
Spielberg là một nhà sưu tập những tác phẩm của họa sĩ minh họa người Mỹ Norman Rockwell. Một bộ sưu tập gồm 57 bức tranh và bản vẽ của Rockwell thuộc sở hữu của Spielberg và đạo diễn George Lucas đã được trưng bày tại Viện bảo tàng Nghệ thuật Hoa Kỳ Smithsonian vào ngày 2 tháng 7 năm 2010 - 2 tháng 1 năm 2011, trong một cuộc triển lãm có tên Telling Stories.
Ngoài ra, đạo diễn cũng là một người say mê phim ảnh và khi không làm phim, ông sẽ xem nhiều bộ phim vào cuối tuần. Ông ấy xem hầu hết các tác phẩm bom tấn mùa hè ở rạp và hầu hết đều yêu thích chúng.
Kể từ khi chơi Pong trong lúc quay Hàm cá mập vào năm 1974, Spielberg đã là một game thủ cuồng nhiệt. Ông đã chơi nhiều trò chơi phiêu lưu của LucasArt, bao gồm những phiên bản đầu tiên của Monkey Island. Ông đã sắm cho mình hệ máy Wii, PlayStation 3, PSP và Xbox 360 và thường hay chơi những tựa game bắn súng góc nhìn thứ nhất, như sê-ri Medal of Honor và Call of Duty 4: Modern Warfare. Nhà làm phim cũng chỉ trích việc sử dụng những đoạn cắt cảnh trong các trò chơi, đã gọi chúng là sự xúc phạm và cảm thấy việc đưa cốt truyện vào trò chơi một cách tự nhiên là một thách thức đối với những nhà phát triển trò chơi trong tương lai.

### Bị theo dõi
Năm 2001, Steven Spielberg bị theo dõi bởi nhà lý luận âm mưu và cựu nhân viên xã hội Diana Napolis. Cô cáo buộc ông, cùng với nữ diễn viên Jennifer Love Hewitt, đã cài đặt một thiết bị kiểm soát tâm trí trong não cô, và là một phần của  giáo phái satan. Napolis đã từng phải vào bệnh viện tâm thần trước khi bị cáo buộc theo dõi và được toà tuyên án treo với điều kiện cô không được liên lạc với Spielberg hoặc Hewitt.
Jonathan Norman đã bị bắt sau hai lần cố gắng đột nhập vào khu dân cư Pacific Palisades vào tháng 6 và tháng 7 năm 1997. Hắn ta đã bị giam 25 năm tại nhà tù California. Spielberg nói với tòa án: "Nếu Jonathan Norman thực sự đối mặt với tôi, tôi tin rằng tôi sẽ bị hãm hiếp hoặc sát hại."

## Công việc sản xuất phim

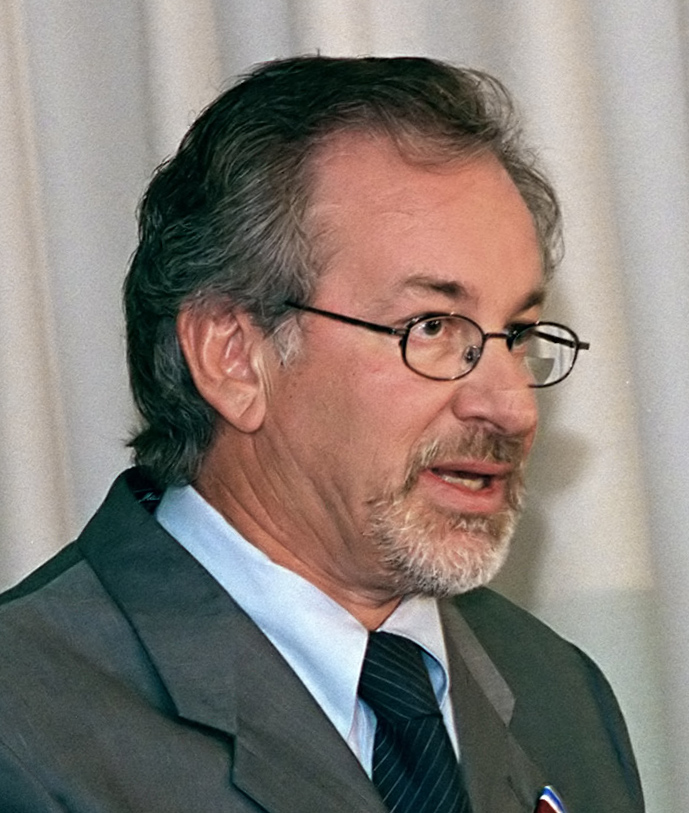
Steven Spielberg vào năm 1999

Kể từ giữa những năm 1980, Steven Spielberg đã trở thành một nhà sản xuất phim "chính hiệu". Ông đã sản xuất một số phim hoạt hình, bao gồm cả những sê-ri nổi tiếng của Warner Bros. như Tiny Toon Adventures, Animaniacs, Pinky and the Brain, Toonsylvania, và Freakazoid!, trong đó ông hợp tác với Jean MacCurdy và Tom Ruegger. Do vai trò của vị đạo diễn đối với những loạt phim này, nên hầu hết phần giới thiệu trong số chúng đều có dòng chữ "Steven Spielberg xin giới thiệu", ngoài ra Spielberg cũng trở thành khách mời cho nhiều chương trình. Sau đó, Spielberg sản xuất Don Bluth, An American Tail và The Land Before Time, được phát hành bởi Universal Studios. Spielberg cũng từng là một trong những giám đốc sản xuất của Who frames Roger Rabbit và ba bộ phim ngắn (Tummy Trouble, Roller Coaster Rabbit, Trail Mix-Up), tất cả đều do Disney phát hành, và được quảng bá bởi Walt Disney Pictures cùng với Touchstone Pictures. Hơn nữa, trong một thời gian ngắn, ông đảm nhiệm vai trò giám đốc sản xuất của bộ phim lấy đề tài y khoa mang tên ER. Năm 1989, trò chơi The Dig được phát triển bởi LucasArts dựa trên một ý tưởng ban đầu từ loạt phim Amazing Stories của Spielberg. Nhà làm phim đã đóng góp cho dự án kể từ đó cho đến năm 1995, khi trò chơi được phát hành. Ông cũng bắt tay với Knowledge Adventure để phát triển trò chơi Steven Spielberg's Director's Chair, được phát hành vào năm 1996. Trong đó, Spielberg xuất hiện trong vai chính mình để hướng dẫn người chơi.
Năm 1993, Spielberg đóng vai trò là giám đốc sản xuất cho sê-ri truyền hình rất được mong đợi SeaQuest DSV; một tác phẩm khoa học viễn tưởng lấy bối cảnh "tương lai gần" với sự tham gia của Roy Scheider (từng được Spielberg chỉ đạo trong Hàm cá mập), Jonathan Brandis và được phát sóng trên NBC. Trong khi mùa đầu tiên là một thành công vừa phải, thì mùa thứ hai lại có chất lượng kém hơn. Tên của Spielberg không còn xuất hiện trong mùa thứ ba và chương trình đã bị hủy bỏ giữa chừng.
Spielberg là giám đốc sản xuất không được ghi danh trong The Haunting, The Prince of Egyp, Just Like Heaven, Gã chằn tinh tốt bụng, Road to Perdition, và Evolution. Ông cũng tham gia các phim Đặc vụ áo đen năm 1997 và những phần nối tiếp, Đặc vụ áo đen 2, Điệp viên áo đen 3, và Đặc vụ áo đen: Sứ mệnh toàn cầu với vai trò tương tự. Năm 2005, vị đạo diễn sản xuất tác phẩm Hồi ức của một geisha, chuyển thể từ tiểu thuyết của Arthur Golden. Năm 2006, Spielberg đồng sản xuất với nhà làm phim lừng danh Robert Zemeckis trong một bộ phim hoạt hình kinh dị có tên Monster House, đánh dấu sự hợp tác lần thứ tám của họ kể từ năm 1990 trong Trở lại tương lai 3. Clint Eastwood và Steven Spielberg bắt tay lần đầu tiên khi Spielberg đồng sản xuất với Robert Lorenz và Eastwood trong Flags of Our Fathers, cùng Những lá thư từ đảo Iwo. Đạo diễn cũng nhận được đề cử Phim hay nhất thứ 12 tại lễ trao giải Oscar lần thứ 79 (cùng với Lorenz và Eastwood). Ngoài ra, Spielberg còn chỉ đạo sản xuất cho Disturbia và loạt phim hành động Robot đại chiến cùng với Hasbro Brian Goldner. Những phần phim nối tiếp của Robot đại chiến bao gồm Transformers: Bại binh phục hận, Transformers: Vùng tối của mặt trăng, Transformers: Kỷ nguyên hủy diệt, và Transformers: Chiến binh cuối cùng đều được đạo diễn bởi Michael Bay và do Roberto Orci cùng Alex Kurtzman chắp bút. Năm 2011, Spielberg phụ trách khâu sản xuất cho bộ phim khoa học viễn tưởng Super 8 của J. J. Abrams cho hãng Paramount Pictures.
Những tác phẩm khác do Spielberg sản xuất là Band of Brothers, Taken và Mặt trận Thái Bình Dương. Vị đạo diễn cũng đứng vị trí giám đốc sản xuất cho miniseries được đánh giá cao năm 2005 Into the West, đã ẵm về hai giải Emmy, trong đó có một hạng mục cho phần nhạc nền của Geoff Zanelli. Đối với miniseries năm 2010 Mặt trận Thái Bình Dương, ông đã tái hợp tác với Tom Hanks và Gary Goetzman. Phim được cho là có kinh phí 250 triệu USD và là một miniseries chiến tranh gồm 10 tập, xoáy sâu vào các trận chiến ở Mặt trận Thái Bình Dương trong Thế chiến II. Bruce McKenna, người đã viết kịch bản cho Band of Brothers, cũng là biên kịch chính của phim.
Năm 2007, Steven Spielberg và Mark Burnett đồng sản xuất On the Lot, một chương trình truyền hình thực tế nói về công việc làm phim. Mặc dù vậy, ông không bao giờ từ bỏ việc làm phim truyền hình. Sau đó, ông hợp tác với Diablo Cody, người từng thắng Giải Oscar để phát triển United States of Tara.
Năm 2011, nhà làm phim cho ra mắt Falling Skies, một sê-ri khoa học viễn tưởng trên mạng TNT. Ông đã phát triển loạt phim với Robert Rodat và được ghi nhận là giám đốc sản xuất của phim. Spielberg cũng đang sản xuất sê-ri truyền hình Terra Nova cho Công ty Fox. Terra Nova bắt đầu vào năm 2149, khi tất cả sự sống trên hành tinh Trái Đất bị đe dọa tuyệt chủng dẫn đến việc các nhà khoa học mở một cánh cổng cho phép con người quay trở lại thời điểm 85 triệu năm trước. Spielberg cũng sản xuất The River, Smash, Under the Dome, Extant, The Whispers, một chương trình phỏng theo Bản báo cáo thiểu số, và Bull. Tuy nhiên, sau những cáo buộc về tình dục đối với Michael Weatherly, Amblin đã ngừng sản xuất loạt phim này và Spielberg không còn là nhà điều hành sản xuất nữa.
Năm 2008, Spielberg và DreamWorks đã mua bản quyền để sản xuất một bộ phim live-action chuyển thể từ manga Ghost in the Shell. Bộ phim do Avi Arad và Steven Paul sản xuất, Rupert Sanders đạo diễn và Scarlett Johansson đóng vai chính, được phát hành vào năm 2017.
Vào tháng 1 năm 2013, HBO đã xác nhận rằng họ đang phát triển một loạt phim truyền hình thứ 3 lấy đề tài Thế chiến II (sau Band of Brothers và Mặt trận Thái Bình Dương) dựa trên cuốn sách Masters of the Air của Donald L. Miller. Vào tháng 3 năm 2017, NME cho biết tác phẩm đang xúc tiến dưới tựa đề The Mighty Eighth.
Vào tháng 3 năm 2013, Spielberg tuyên bố rằng ông đang "phát triển kịch bản của Stanley Kubrick thành một miniseries nói về cuộc đời của Napoleon." Vào tháng 5 năm 2016, Cary Fukunaga đã đàm phán để chỉ đạo một miniseries cho HBO, từ một kịch bản của David Lenland dựa trên các tài liệu được Kubrick nghiên cứu trong nhiều năm liền.
Spielberg có kế hoạch quay phần thứ năm trong loạt phim Indiana Jones. Tài tử Harrison Ford vẫn tiếp tục đóng vai Indiana và tác phẩm sẽ được sản xuất bởi Kathleen Kennedy cùng Frank Marshall. Kịch bản của Indiana Jones 5 đang được viết bởi David Koepp, người cũng đã biên kịch cho rất nhiều bộ phim khác của Spielberg, bao gồm cả phần phim Indiana Jones trước đó. Ban đầu Disney dự định sẽ phát hành tác phẩm vào vào ngày 19 tháng 7 năm 2019. Sau đó, có thông báo cho rằng quá trình ghi hình sẽ bắt đầu ở Anh vào tháng 4 năm 2019. và sẽ phát hành vào ngày 10 tháng 7 năm 2020. Quá trình quay phim đã bị hoãn lại vào tháng 6 năm 2018, khi Jonathan Kasdan được tuyên bố là nhà biên kịch mới của bộ phim. Ngay sau đó, ngày phát hành đã lùi đến ngày 9 tháng 7 năm 2021. Vào tháng 5 năm 2019, có thông tin rằng Dan Fogelman đã được thuê để chắp bút một kịch bản mới, và câu chuyện của Kasdan, tập trung vào con tàu vàng của Đức Quốc xã, sẽ không được đưa vào phim. Vào tháng 2 năm 2020, theo một số tờ báo, vì muốn "truyền đòn roi của Indy cho một thế hệ mới để đưa góc nhìn của họ vào sâu bên trong câu chuyện", Spielberg sẽ không còn chỉ đạo bộ phim nữa, mà thay vào đó ông sẽ tham gia khâu sản xuất.

## Danh sách phim

### Đạo diễn
| Năm  | Tựa đề                                        | Nhà phát hành                            | Chú thích                                               |
| ---- | --------------------------------------------- | ---------------------------------------- | ------------------------------------------------------- |
| 1968 | Amblin'                                       | Filmways                                 | Phim ngắn                                               |
| 1971 | Duel                                          | Universal Pictures / CIC                 |                                                         |
| 1974 | The Sugarland Express                         | Universal Pictures                       |                                                         |
| 1975 | Hàm cá mập                                    | Universal Pictures                       | Vai lồng tiếng khách mời: Nhân viên Amity Point         |
| 1977 | Kiểu tiếp xúc thứ 3                           | Columbia Pictures                        |                                                         |
| 1979 | 1941                                          | Universal Pictures / Columbia Pictures   |                                                         |
| 1981 | Chiếc rương thánh tích                        | Paramount Pictures                       |                                                         |
| 1982 | E.T. Sinh vật ngoài hành tinh                 | Universal Pictures                       |                                                         |
| 1983 | Twilight Zone: The Movie                      | Warner Bros.                             | Phân đoạn: "Kick the Can"                               |
| 1984 | Indiana Jones và Ngôi đền tàn khốc            | Paramount Pictures                       | Vai diễn khách mời: Khách tại sân bay                   |
| 1985 | Màu tím                                       | Warner Bros                              |                                                         |
| 1987 | Đế chế mặt trời                               | Warner Bros.                             |                                                         |
| 1989 | Always                                        | Universal Pictures/United Artists        |                                                         |
| 1989 | Indiana Jones và Cuộc thập tự chinh cuối cùng | Paramount Pictures                       |                                                         |
| 1991 | Hook                                          | TriStar Pictures                         |                                                         |
| 1993 | Công viên kỷ Jura                             | Universal Pictures                       |                                                         |
| 1993 | Bản danh sách của Schindler                   | Universal Pictures                       |                                                         |
| 1997 | Thế giới bị mất: Công viên kỷ Jura            | Universal Pictures                       | Vai diễn khách mời: Người đàn ông đang ăn bỏng ngô      |
| 1997 | Amistad                                       | DreamWorks Pictures                      |                                                         |
| 1998 | Giải cứu binh nhì Ryan                        | DreamWorks Pictures / Paramount Pictures |                                                         |
| 2001 | A.I. Artificial Intelligence                  | Warner Bros. / DreamWorks Pictures       |                                                         |
| 2002 | Bản báo cáo thiểu số                          | 20th Century Fox / DreamWorks Pictures   |                                                         |
| 2002 | Hãy bắt tôi nếu có thể                        | DreamWorks Pictures                      |                                                         |
| 2004 | The Terminal                                  | DreamWorks Pictures                      |                                                         |
| 2005 | Đại chiến thế giới                            | Paramount Pictures / DreamWorks Pictures |                                                         |
| 2005 | Munich                                        | Universal Pictures / DreamWorks Pictures |                                                         |
| 2008 | Indiana Jones và vương quốc sọ pha lê         | Paramount Pictures                       |                                                         |
| 2011 | Những cuộc phiêu lưu của Tintin               | Paramount Pictures / Columbia Pictures   |                                                         |
| 2011 | Chiến mã                                      | Walt Disney Studios                      |                                                         |
| 2012 | Lincoln                                       | Walt Disney Studios / 20th Century Fox   |                                                         |
| 2013 | Sói già phố Wall                              | Paramount Pictures / Universal Pictures  | Đồng đạo diễn một cảnh quay, không được ghi chú vai trò |
| 2015 | Người đàm phán                                | Walt Disney Studios / 20th Century Fox   |                                                         |
| 2016 | Chuyện chưa kể ở xứ sở khổng lồ               | Walt Disney Studios                      |                                                         |
| 2017 | Bí mật Lầu Năm Góc                            | 20th Century Fox                         |                                                         |
| 2018 | Ready Player One: Đấu trường ảo               | Warner Bros.                             |                                                         |
| 2021 | Câu chuyện phía Tây                           | 20th Century Studios                     |                                                         |
| 2022 | The Fabelmans: Tuổi trẻ huy hoàng             | Universal Pictures                       |                                                         |

### Diễn xuất và khách mời
Spielberg đã có nhiều vai diễn khách mời, chẳng hạn như trong The Blues Brothers, Gremlins, Vanilla Sky, Double Dare và Austin Powers in Goldmember. Ông cũng tự lồng tiếng trong bộ phim Paul năm 2011, và trong một tập phim Tiny Toon Adventures có tựa đề Buster and Babs Go Hawaiian.

## Di sản
Bắt đầu sự nghiệp và thành danh trong Kỷ nguyên New Hollywood, Spielberg còn là một trong những đạo diễn điện ảnh thành công nhất về mặt thương mại trong lịch sử. Năm 1996, tạp chí Life vinh danh Spielberg là người có ảnh hưởng nhất trong thế hệ của ông. Năm 2003, tạp chí Premiere xếp ông ở vị trí đầu bảng trong danh sách 100 người quyền lực nhất trong ngành nghệ thuật thứ bảy. Năm 2005, tạp chí Empire xếp ông ở vị trí số một trong danh sách những đạo diễn điện ảnh vĩ đại nhất mọi thời đại. Năm 2013, tạp chí Time đã liệt Spielberg vào danh sách 100 người quan trọng nhất của thế kỷ. Trong danh sách Người nổi tiếng có ảnh hưởng nhất năm 2014 của Forbes, Spielberg được xếp ở vị trí thứ nhất. Tính đến năm 2020, Forbes ước tính giá trị tài sản ròng của ông lên đến hơn 3,7 tỷ USD.
Các bộ phim của Spielberg cũng đã ảnh hưởng đến nhiều đạo diễn, trong đó có Adam Green, J. J. Abrams, Paul Thomas Anderson, Neill Blomkamp, James Cameron, Guillermo del Toro, Roland Emmerich, David Fincher, Peter Jackson, Kal Ng, Robert Rodriguez, John Sayles, Ridley Scott, John Singleton, Kevin Smith, Steven Soderbergh, Quentin Tarantino, và Gareth Edwards.
Bảy bộ phim của ông đã được Viện lưu trữ phim quốc gia đưa vào Thư viện Quốc hội Hoa Kỳ vì "có ý nghĩa về mặt văn hóa, lịch sử hoặc thẩm mỹ": Hàm cá mập, Kiểu tiếp xúc thứ ba, Chiếc rương thánh tích, ET, công viên kỷ Jura, Bản danh sách của Schindler và Giải cứu binh nhì Ryan.

## Giải thưởng

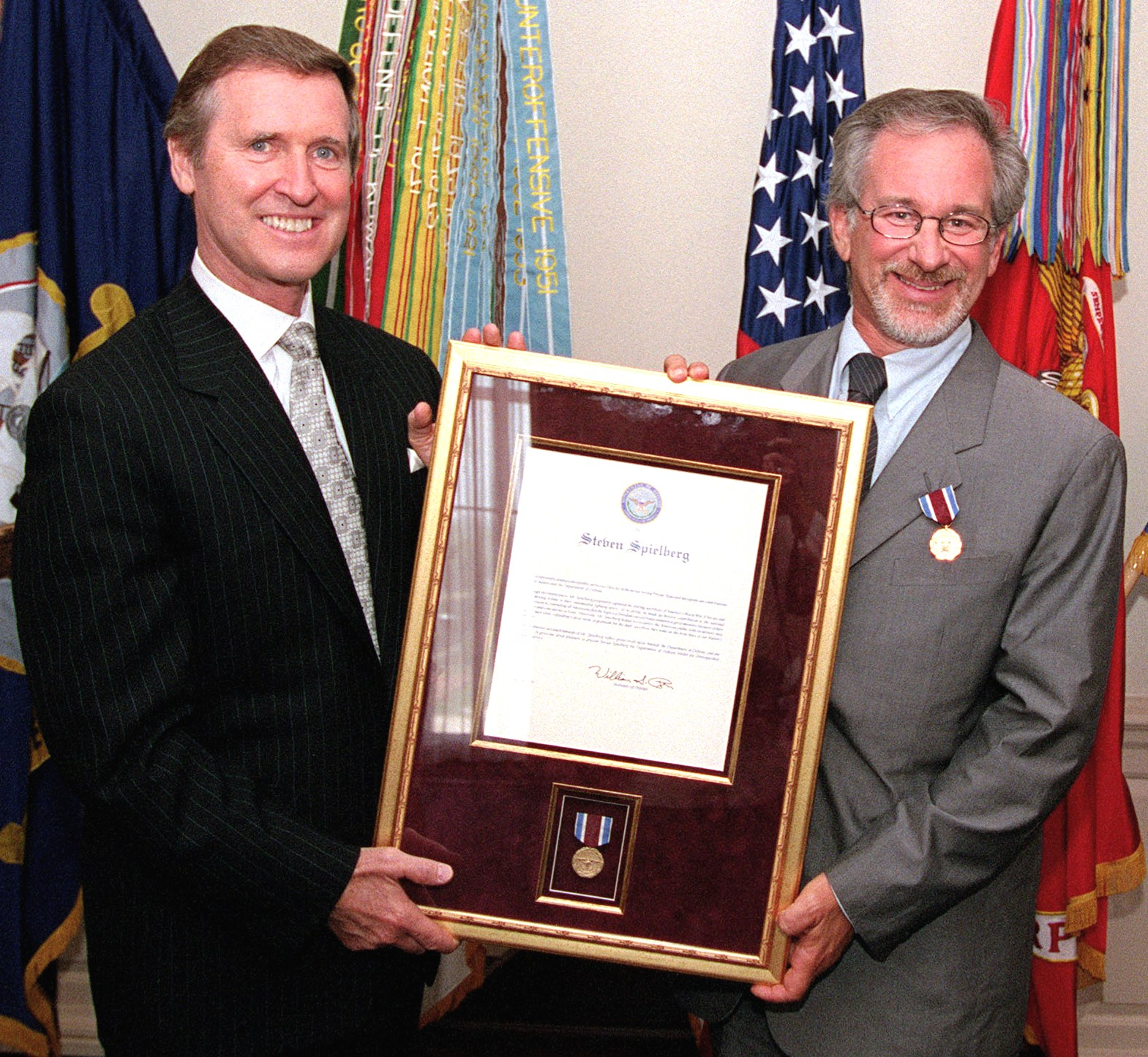
Spielberg nhận giải dịch vụ công cộng được trao bởi Bộ trưởng Bộ Quốc phòng Hoa Kỳ William Cohen năm 1999

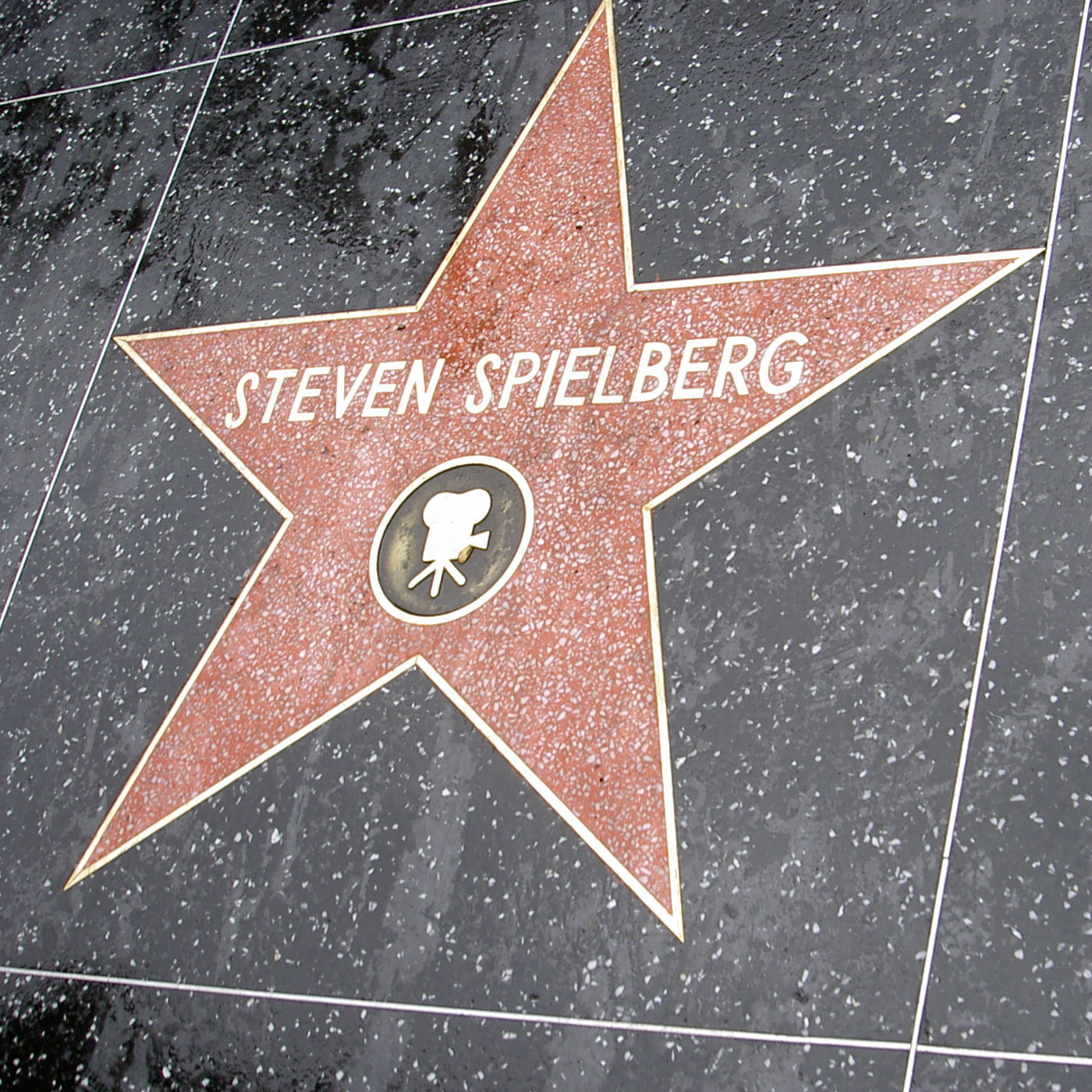
Ngôi sao của Steven Spielberg trên Đại lộ danh vọng Hollywood

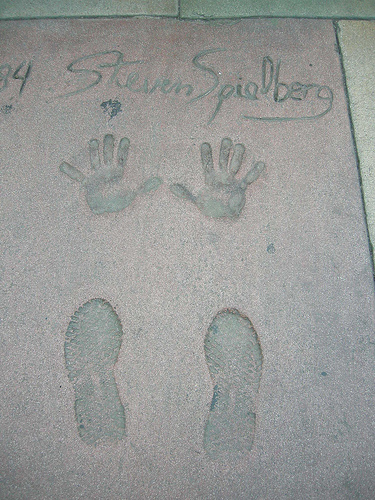
Dấu chân và dấu tay của Steven Spielberg trước Nhà hát Trung Hoa Grauman

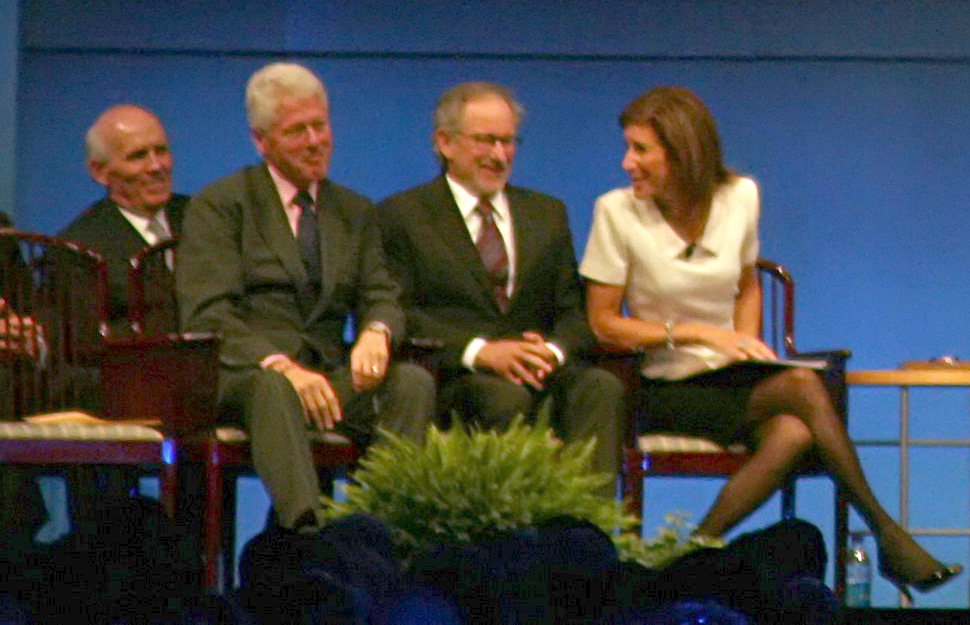
Cựu Tổng thống Clinton và Spielberg khi ông nhận giải thưởng Tự do năm 2009 tại Philadelphia

Steven Spielberg đã đem về ba giải Oscar trong sự nghiệp của mình. Ông được đề cử bảy giải Oscar cho hạng mục Đạo diễn xuất sắc nhất và giành được hai trong số đó (Bản danh sách của Schindler và Giải cứu binh nhì Ryan), và thắng một giải Oscar cho Phim hay nhất (Bản danh sách của Schindler). Năm 1987, Spielberg được trao Giải tưởng niệm Irving G. Thalberg cho công việc sản xuất sáng tạo.
Nhờ những kinh nghiệm khi còn là một Hướng đạo sinh, Spielberg đã giúp Hội Nam Hướng đạo Mỹ phát triển huy hiệu điện ảnh nhằm thúc đẩy kỹ năng làm phim. Huy hiệu được giới thiệu tại Hội nghị Hướng đạo Quốc gia năm 1989, nơi Spielberg tham dự, và cá nhân ông đã tư vấn công việc cho nhiều chàng trai theo yêu cầu của họ. Cùng năm đó, thế giới chứng kiến sự ra đời của tác phẩm cuối cùng trong loạt phim Indiana Jones, Indiana Jones và Cuộc thập tự chinh cuối cùng. Cảnh mở đầu cho thấy Indiana Jones lúc còn nhỏ đang mặc một bộ đồng phục Hướng đạo. Spielberg tuyên bố ông đã biến Indiana Jones trở thành một Hướng đạo sinh nhằm tri ân quãng thời gian mà ông ở trong Hội. Vì những thành tựu của mình, Spielberg đã được trao Giải Đại bàng Hướng đạo cho cá nhân xuất sắc.
Steven Spielberg nhận giải Thành tựu trọn đời AFI vào năm 1995.
Năm 1998, ông được trao tặng Huân chương Thập tự của Cộng hòa Liên bang Đức. Giải thưởng được trao bởi Tổng thống Roman Herzog để công nhận bộ phim Bản danh sách của Schindler và tổ chức Shoah-Foundation của ông.
Năm 1999, Spielberg nhận bằng Tiến sĩ danh dự từ Đại học Brown. Spielberg cũng được Bộ trưởng Bộ Quốc phòng William Cohen trao tặng Huân chương Quốc phòng cho Dịch vụ Công cộng xuất sắc tại Lầu năm góc vào ngày 11 tháng 8 năm 1999; Cohen đã trao huân chương nhằm công nhận bộ phim Giải cứu binh nhì Ryan của Spielberg.
Năm 2001, Steven Spielberg được Nữ hoàng Elizabeth II bổ nhiệm làm Hiệp sĩ Đế chế Anh (KBE) nhờ những thành tựu cho ngành công nghiệp giải trí của Vương quốc Anh.
Năm 2004, ông được tổng thống Jacques Chirac công nhận là hiệp sĩ Bắc Đẩu Bội tinh. Vào ngày 15 tháng 7 năm 2006, Spielberg được trao Giải Thành tựu trọn đời Gold Hugo tại Gala Mùa hè của Liên hoan phim Quốc tế Chicago, và cũng được trao tặng một giải thưởng của Trung tâm Kennedy vào ngày 3 tháng 12. Một bộ phim về tiểu sử của Steven Spielberg đã được thực hiện, do Liam Neeson dẫn chuyện và nói về những lời cảm ơn từ các cựu chiến binh Thế chiến II vì bộ phim Giải cứu binh nhì Ryan, cũng như màn biểu diễn bài hát Candide của Leonard Bernstein, do John Williams (nhà soạn nhạc và là bạn thân lâu năm của Spielberg) thực hiện.
Đại sảnh Danh vọng Khoa học Viễn tưởng đã ghi danh đạo diễn Steven Spielberg vào năm 2005, năm đầu tiên họ công nhận những người có các đóng góp phi văn học. Vào tháng 11 năm 2007, ông được trao Giải Thành tựu trọn đời tại Giải thưởng của Hiệp hội Hiệu ứng Hình ảnh thường niên lần thứ sáu vào tháng 2 năm 2009. Ông cũng được trao tặng Giải Cecil B. DeMille tại Giải Quả cầu vàng 2008; tuy nhiên, do cuộc biểu tình của Hiệp hội Nhà văn Hoa Kỳ, Hiệp hội báo chí nước ngoài ở Hollywood đã hoãn việc tham dự buổi lễ năm 2009. Năm 2008, Spielberg nhận huân chương Bắc Đẩu Bội tinh.
Tháng 6 năm 2008, Spielberg được Đại học bang Arizona trao tặng giải Hugh Downs cho Truyền thông xuất sắc.
Spielberg đã nhận được bằng danh dự tại Lễ tốt nghiệp hàng năm lần thứ 136 ở Đại học Boston vào ngày 17 tháng 5 năm 2009. Vào tháng 10 năm 2009, Steven Spielberg đã nhận được Huy chương Tự do Philadelphia; người trao tặng ông tấm huy chương là cựu tổng thống Mỹ Bill Clinton. Những khách mời đặc biệt trong buổi lễ trao tặng bao gồm Whoopi Goldberg, Thống đốc Pennsylvania Ed Rendell và Thị trưởng Philadelphia Michael Nutter.
Vào ngày 22 tháng 10 năm 2011, Spielberg trở thành Tư lệnh Huân chương Vương miệng Bỉ. Ông được Bộ trưởng Tài chính Liên bang Bỉ Didier Reynders trao chiếc huân chương trên một dải ruy băng cổ đỏ. Tư lệnh là cấp bậc cao thứ ba của Huân chương Vương miện. Ông cũng là chủ tịch ban giám khảo của Liên hoan phim Cannes 2013.
Vào ngày 19 tháng 11 năm 2013, Steven Spielberg được Cục Quản lý và Lưu trữ Quốc gia vinh danh với Giải thưởng Thành tích. Spielberg đã nhận được hai bản fax của Tu chính án thứ 13 của Hiến pháp Hoa Kỳ, một bản được thông qua nhưng không được phê chuẩn vào năm 1861, cũng như một bản năm 1865 được ký bởi Tổng thống Abraham Lincoln. Quá trình thay đổi và thông qua Tu chính án thứ 13 là chủ đề của bộ phim Lincoln do ông đạo diễn.
Vào ngày 24 tháng 11 năm 2015, Spielberg đã được trao Huân chương Tự do Tổng thống từ Tổng thống Barack Obama trong một buổi lễ tại Nhà Trắng.
Vào ngày 26 tháng 5 năm 2016, Spielberg đã được Đại học Harvard trao tặng Bằng Tiến sĩ danh dự.
Vào tháng 7 năm 2016, Steven Spielberg được trao huy hiệu Blue Peter bằng vàng trên chương trình truyền hình dành cho trẻ em Blue Peter của BBC.
| Năm       | Phim                                          | Giải Oscar | Giải Oscar | Giải BAFTA | Giải BAFTA | Giải Quả cầu vàng | Giải Quả cầu vàng |
| Năm       | Phim                                          | Đề cử      | Thắng      | Đề cử      | Thắng      | Đề cử             | Thắng             |
| --------- | --------------------------------------------- | ---------- | ---------- | ---------- | ---------- | ----------------- | ----------------- |
| 1975      | Hàm cá mập                                    | 4          | 3          | 7          | 1          | 4                 | 1                 |
| 1977      | Kiểu tiếp xúc thứ 3                           | 9          | 2          | 9          | 1          | 4                 |                   |
| 1979      | 1941                                          | 3          |            |            |            | 5                 |                   |
| 1981      | Chiếc rương thánh tích                        | 9          | 5          | 7          | 1          | 1                 |                   |
| 1982      | E.T. Sinh vật ngoài hành tinh                 | 9          | 4          | 12         | 1          | 5                 | 2                 |
| 1984      | Indiana Jones và Ngôi đền tàn khốc            | 2          | 1          | 4          | 1          |                   |                   |
| 1985      | Màu tím                                       | 11         |            | 1          |            | 5                 | 1                 |
| 1987      | Đế chế mặt trời                               | 6          |            | 6          | 3          | 2                 |                   |
| 1989      | Indiana Jones và Cuộc thập tự chinh cuối cùng | 3          | 1          | 3          |            | 1                 |                   |
| 1991      | Hook                                          | 5          |            |            |            | 1                 |                   |
| 1993      | Công viên kỷ Jura                             | 3          | 3          | 3          | 2          |                   |                   |
| 1993      | Bản danh sách của Schindler                   | 12         | 7          | 13         | 7          | 6                 | 3                 |
| 1997      | Thế giới bị mất: Công viên kỷ Jura            | 1          |            |            |            |                   |                   |
| 1997      | Amistad                                       | 4          |            |            |            | 4                 |                   |
| 1998      | Giải cứu binh nhì Ryan                        | 11         | 5          | 10         | 2          | 5                 | 2                 |
| 2001      | A.L. Trí tuệ nhân tạo                         | 2          |            | 1          |            | 3                 |                   |
| 2002      | Bản báo cáo thiểu số                          | 1          |            | 1          |            |                   |                   |
| 2002      | Hãy bắt tôi nếu có thể                        | 2          |            | 4          | 1          | 1                 |                   |
| 2005      | Đại chiến thế giới                            | 3          |            |            |            |                   |                   |
| 2005      | Munich                                        | 5          |            |            |            | 2                 |                   |
| 2008      | Indiana Jones và Vương quốc sọ pha lê         |            |            | 1          |            |                   |                   |
| 2011      | Những cuộc phiêu lưu của Tintin               | 2          |            | 2          |            | 1                 | 1                 |
| 2011      | Chiến mã                                      | 6          |            | 5          |            | 2                 |                   |
| 2012      | Lincoln                                       | 12         | 2          | 10         | 1          | 7                 | 1                 |
| 2015      | Người đàm phán                                | 6          | 1          | 9          | 1          | 1                 |                   |
| 2016      | Chuyện chưa kể ở xứ sở khổng lồ               |            |            | 1          |            |                   |                   |
| 2017      | The Post                                      | 2          |            |            |            | 6                 |                   |
| 2018      | Ready Player One: Đấu trường ảo               | 1          |            | 1          |            |                   |                   |
| Tổng cộng | Tổng cộng                                     | 131        | 34         | 110        | 22         | 66                | 11                |

## Khen ngợi và phê bình
- Năm 2005, Steven Spielberg được tạp chí Empire đánh giá là đạo diễn điện ảnh vĩ đại nhất mọi thời đại.[275] Vào năm 1997, một nhà phân tích bán hàng ở Phố Wall khẳng định: "Chỉ có hai cái tên thương hiệu trong ngành: Disney và Spielberg".[276]
- Năm 2016, doanh nhân Jeffrey Katzenberg đã nhận định về Steven Spielberg như sau: "Bạn có thể lấy James Cameron, Chris Nolan hoặc Martin Scorsese ra để so sánh - tất cả đều xuất sắc và ngang hàng với ông ấy theo nhiều cách khác nhau, nhưng hãy nhìn vào chất lượng và tính nhất quán thử xem, không ai có thể so bì được cả."[277]
- Sau khi xem kỹ thuật máy quay độc đáo, không trọng tâm của Hàm cá mập, Alfred Hitchcock đã khen ngợi "Spielberg trẻ tuổi" vì tư duy bên ngoài tầm cường độ thị giác của rạp chiếu, nói rằng "Anh ấy là người đầu tiên trong chúng ta không nhìn thấy vòm trước sân khấu".[278]
- Nhà làm phim Jean-Luc Godard cho rằng Spielberg phải chịu một phần trách nhiệm về việc thiếu giá trị nghệ thuật trong điện ảnh chính thống, và cáo buộc Spielberg sử dụng Bản danh sách của Schindler để trục lợi từ một thảm kịch. Để bảo vệ Spielberg, nhà phê bình Roger Ebert nói "Godard hay bất kỳ đạo diễn nào khác dù sống hay chết liệu đã làm được nhiều hơn Spielberg, với Dự án Holocaust của mình, để tôn vinh và lưu giữ ký ức của những người sống sót?".